# Сталинградская битва

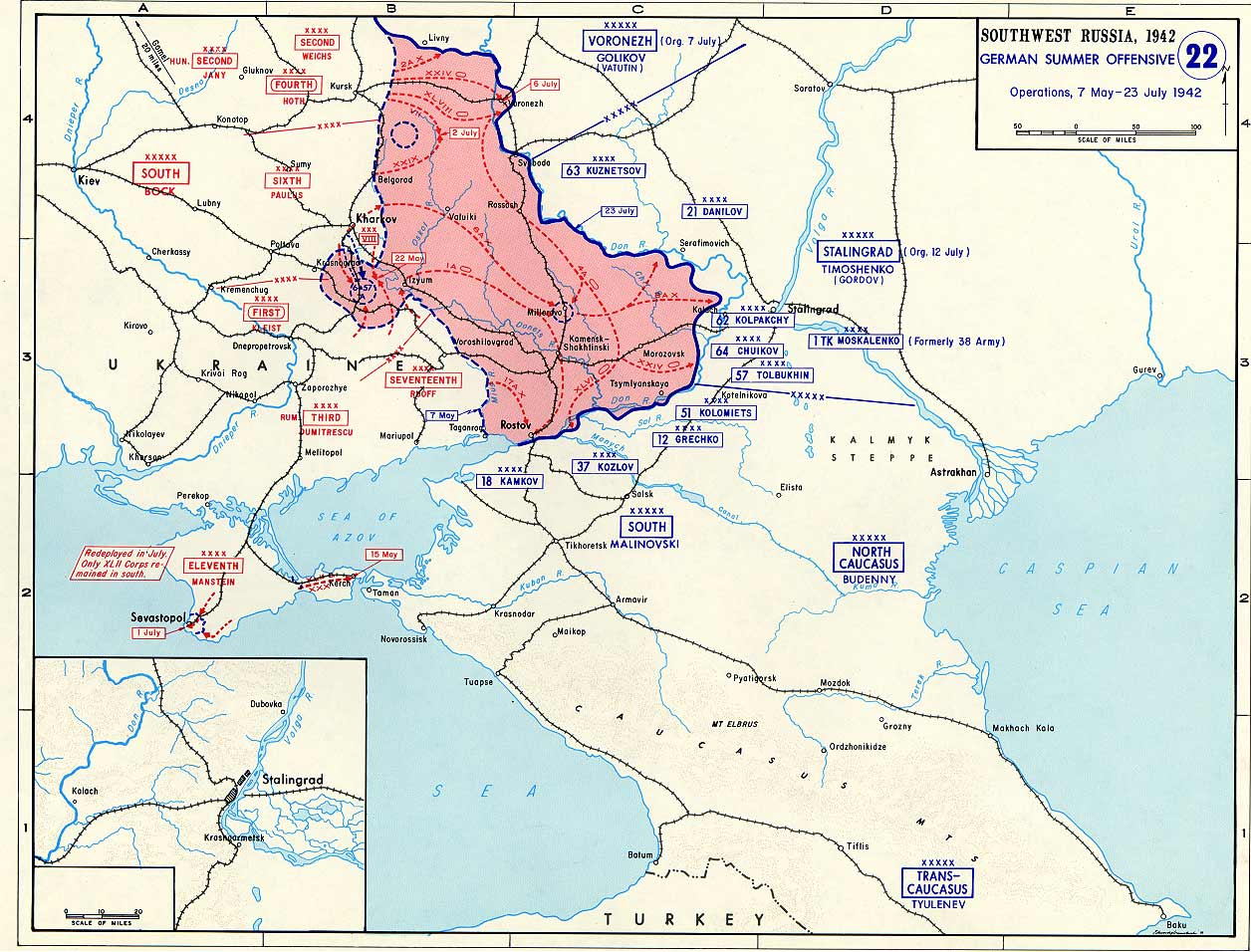
Боевые действия с 7 мая по 23 июля 1942 года

Сталингра́дская би́тва — одно из важнейших и крупнейших генеральных сражений Второй мировой и Великой Отечественной войн между Красной армией и вермахтом, поддерживаемым армиями стран «оси», закончившееся победой РККА.
Битва происходила с 17 июля 1942 года по 2 февраля 1943 года на территории современных Воронежской, Ростовской, Волгоградской областей и Республики Калмыкия.
Наступление войск нацистской Германии и её союзников, в ходе операции «Блау», продолжалось с 17 июля по 18 ноября 1942 года, его целью был захват большой излучины Дона, волгодонского перешейка и Сталинграда (современный Волгоград). Осуществление этого плана блокировало бы транспортное сообщение между центральными районами Союза ССР и Кавказом (см. Битва за Кавказ (1942—1943)), создало бы плацдарм для дальнейшего наступления с целью захвата кавказских месторождений нефти.
За июль-ноябрь 1942 года Красной армии удалось связать части 6-й армии вермахта боями в развалинах Сталинграда, а затем окружить в результате операции «Уран». Деблокирующее наступление вермахта было остановлено и остатки 6-й армии заблокированы в Сталинграде и окрестностях (операция «Кольцо»). 2 февраля 1943 года окружённая группировка капитулировала, при этом в плен попали командующий 6-й армией фельдмаршал Фридрих Паулюс и ещё 24 генерала.
Эта победа Красной армии, после череды поражений 1941—1942 годов, положила начало перехвату советским главнокомандованием стратегической инициативы в Великой Отечественной войне.
Сталинградская битва стала одной из самых ожесточённых и кровопролитных в истории человечества по количеству суммарных безвозвратных потерь (убитые, умершие от ран в госпиталях, пропавшие без вести) воевавших сторон: РККА — 478 741 человек (323 856 человек — в оборонительной фазе сражения и 154 885 человек — в наступательной), вермахт — около 300 000 человек, германские союзники (итальянцы, румыны, венгры, хорваты) — около 200 000 человек; потери мирного населения оцениваются в пределах от 40 до 70 тыс.
Военным значением победы стало снятие угрозы захвата вермахтом и его союзниками территорий Нижнего Поволжья и Кавказа, а также бакинских нефтяных месторождений.
Следствием победы СССР в битве стало то, что Турция отказалась от вторжения в СССР весной 1943 года, Япония не предприняла планируемый Сибирский поход, Румыния (Михай I), Италия (Пьетро Бадольо), Венгрия (Миклош Каллаи) стали искать возможности для выхода из войны и заключения сепаратного мира с Великобританией и США.
Согласно данным исследования ВЦИОМ, проведённого в январе 2018 года и приуроченного к 75-летию со дня разгрома оккупантов в Сталинградской битве, 55 % опрошенных совершеннолетних россиян считают победу в Сталинградской битве решающим событием для исхода Великой Отечественной войны.
День окончания Сталинградской битвы в 2005 году включён в список дней воинской славы России.

## Предшествующие события
22 июня 1941 года Германия и её союзники напали на Советский Союз. Потерпев ряд тяжёлых поражений в ходе боёв летом — осенью 1941 года, советские войска перешли в контрнаступление во время битвы за Москву в декабре 1941 года. Германские войска, измотанные упорным сопротивлением защитников Москвы, не готовые к ведению зимней кампании, имея обширный и не полностью контролируемый тыл, были остановлены на подступах к городу и в ходе контрнаступления Красной армии отброшены на 150—300 км на запад.
В 1942 году немецкое командование решило нанести основной удар на юге (План «Блау»). Успех наступления обеспечил бы контроль над нефтяными месторождениями Кавказа (районы Грозного и Баку), а также над Волгой — главной водной артерией, связывавшей европейскую часть страны (включая Закавказье) со Средней Азией. Победа Германии на юге могла бы серьёзно пошатнуть советскую промышленность.
Советское руководство, ободрённое успехами под Москвой , попыталось перехватить стратегическую инициативу и в мае 1942 года направило крупные силы в наступление в районе Харькова. Наступление окончилось катастрофой (см. «Барвенковская западня»), в результате которой перед противником открылась возможность наступления в направлении Воронежа, к Волге и далее на Астрахань, на Ростов-на-Дону и далее на Кавказ.
После занятия Воронежа (8 июля) Гитлер приказал разделить группу армий «Юг» на две части. Группа армий «А» должна была продолжить наступление на Северный Кавказ. Группа армий «Б», включающая 6-ю армию Фридриха Паулюса и 4-ю танковую армию Германа Гота, должна была двигаться на восток, по направлению к Волге и далее на Астрахань.  
Захват Сталинграда планом «Блау» не предусматривался, однако ободрённый успехом наступления, Гитлер внёс в план изменения, направив 6-ю армию на Сталинград. Захват Сталинграда позволил бы Германии перерезать жизненно важные водные и наземные коммуникации и прикрыть левый фланг наступающих на Кавказ сил. Кроме того, захват города, носившего имя Сталина имел важное политическое значение.

### Наступление на Воронеж
Операция «Blau» началась наступлением группы армий «Юг» на войска Брянского фронта севернее и на войска Юго-Западного фронта южнее Воронежа. В ней участвовали 6-я и 17-я армии вермахта, 1-я и 4-я танковые армии.
Несмотря на двухмесячный перерыв в активных боевых действиях, для войск Брянского фронта итог этой операции оказался не менее катастрофичным, чем для потрёпанных майскими боями войск Юго-Западного. В первый же день операции оба советских фронта были прорваны на десятки километров вглубь, и противник устремился к Дону. РККА в громадных пустынных степях могла противопоставить лишь малые силы, а затем и вовсе начался хаотичный отвод сил на восток. Завершились полным провалом и попытки заново сформировать оборону, когда немецкие подразделения вышли на советские оборонительные позиции с фланга. В середине июля несколько дивизий Красной армии попали в котёл на юге Воронежской области, в районе города Миллерово, на севере Ростовской области.
По плану «Блау» 28 июня 1942 года 4-я танковая армия начала наступление на Воронеж. Опасаясь окружения, подобного «котлам» 1941 года, советские войска начали стремительно отступать. 6 июля немецкие войска форсировали Дон и захватили большую часть Воронежа.

### Наступление на Ростов-на-Дону
Оценив последствия немецкого прорыва фронта на Воронежском направлении, Ставка Верховного Главнокомандования разгадала стратегический замысел немецкого командования и 6 июля приказала отвести войска Южного фронта на рубеж Денежниково — Трёхизбенка — Красный Луч. В ночь на 7 июля войска фронта начали организованный отход. С 8 июля немецкие войска начали преследование войск Южного фронта силами 6-й армии и 1-й танковой армии, разгорелись ожесточённые бои, но прорвать оборону Южного фронта вермахту не удалось.
Однако севернее, в полосе Юго-Западного фронта, немецкий удар с задействованием массы танков был успешным. Атаковав сильно ослабленные войска 28-й и 21-й армий, к тому же не успевших создать сколько-нибудь существенную оборону после их поражения в конце июня — начале июля, к концу 11 июля 6-я полевая и 4-я танковая армия прорвались в тыл фронта до 180 километров, выйдя в район Дёгтево, и создали угрозу тылам Южного фронта. Штаб Юго-Западного фронта потерял управление войсками. В последующие дни 4-я танковая армия достигла Морозовска (15 июля), а 16 июля — Миллерово. Воспользовавшись тяжёлой ситуацией, атаковавшая с запада немецкая 1-я танковая армия сумела наконец прорвать оборону советской 37-й армии и 18 июля ворвалась в Каменск-Шахтинский.
Первоначально Южному фронту было поручено создать устойчивую оборону в районе Миллерово, но ввиду глубокого прорыва противника уже 15 июля фронту был отдан приказ отвести войска за Дон и создать оборону по его южному берегу от Верхне-Курмоярской и далее по рубежу Ростовского укреплённого района.
Между тем на фронте продолжались ожесточённые бои. Фронт обороны 28-й и 57-й армий был разрезан противником. Войска этих армий дрались с исключительным упорством и избежали окружения, но часть их отходила на восток, а другая часть — на юг. В районе Миллерово попали в окружение 38-я и 9-я армии. Их основная часть сил не смогла пробиться на юг к основным силам Южного фронта и была вынуждена прорывать кольцо окружения на восток.
Таким образом, к 18-20 июля северный фланг Южного фронта был разгромлен. Попытка восстановить его путём контрудара бывшей ранее в резерве фронта 24-й армии на Миллерово с юга не удалась: основные силы армии на подходе к Миллерово попали под удар основных сил немецкой 1-й танковой армии и понесли большие потери. В итоге немецкие войска вырвались на оперативный простор.
Эта ситуация была ими использована: по приказу Гитлера 4-я танковая армия была повёрнута со сталинградского направления на ростовское и стремительно двинулась к Ростову-на-Дону. 21 июля эта армия ворвалась в город Шахты, 22 июля — в Новочеркасск, 23 июля — в Ростов-на-Дону. 24 июля противник полностью овладел Ростовом, по сводкам Генерального штаба РККА, до 27 июля отдельные подразделения продолжали вести уличные бои в Ростове.
После взятия Ростова-на-Дону Гитлер передал 4-ю танковую армию из группы «А» (наступавшей на Кавказ) в группу «Б», нацеленную на восток к Волге и Сталинграду. Первоначальное наступление 6-й армии было настолько успешным, что Гитлер вмешался вновь, приказав 4-й танковой армии присоединиться к группе армий «Юг» (А). В результате образовалась огромная «пробка», когда 4-й и 6-й армиям потребовалось в зоне действий несколько дорог. Обе армии намертво застряли, причём задержка оказалась довольно долгой и замедлила наступление немцев на одну неделю. С замедленным наступлением Гитлер поменял своё решение и переназначил цель 4-й танковой армии обратно на Кавказ.

## Расстановка сил перед сражением

### Германия
- Группа армий «Б». Для наступления на Сталинград была выделена 6-я полевая армия (командующий — Ф. Паулюс). В неё входило 14 дивизий, в которых насчитывалось около 270 тыс. человек, 3 тыс. орудий и миномётов и около 700 танков[23]. Разведывательную деятельность в интересах 6-й армии вела Абвергруппа-104.

Боевое расписание 6-й армии, на 17.07.1942 г.
- 8-й армейский корпус — генерал артиллерии Вальтер Гейтц
  - 305-я пехотная дивизия — генерал-лейтенант Курт Опперляндер
  - 376-я пехотная дивизия — генерал-лейтенант Александр фон Даниэльс
  - 389-я пехотная дивизия — генерал-лейтенант Эрвин Йенеке
- 17-й армейский корпус — генерал пехоты Карл Адольф Холлидт
  - 79-я пехотная дивизия — генерал-лейтенант Рихард фон Шверин
  - 113-я пехотная дивизия — генерал-лейтенант Ганс Генрих Сикст фон Арним
  - 294-я пехотная дивизия — полковник Иоханнес Блок
- 29-й армейский корпус — генерал пехоты Ганс фон Обстфельдер
  - 57-я пехотная дивизия — генерал-лейтенант Оскар Блюмм
  - 75-я пехотная дивизия — генерал-лейтенант Эрнст Хаммер
  - 168-я пехотная дивизия — генерал-майор Дитрих Крайсс
- 40-й армейский корпус — генерал танковых войск Георг Штумме
  - 3-я танковая дивизия — генерал-майор Герман Брайт
  - 23-я танковая дивизия — генерал-майор Ганс фон Бойнебург-Ленгсфельд
  - 29-я пехотная дивизия — генерал-майор Макс Фремерей
  - 336-я пехотная дивизия — генерал-майор Вальтер Лухт

Армейский резерв:
- 100-я лёгкая пехотная дивизия — генерал-лейтенант Вернер Занне

Поддержку армии оказывал 4-й воздушный флот (командующий генерал-полковник Вольфрам фон Рихтгофен), в котором было до 1200 самолётов (истребительная авиация, нацеленная на Сталинград, в начальной стадии боёв за этот город насчитывала около 120 самолётов-истребителей Мессершмитт Bf.109F-4/G-2; советские и российские источники дают цифры с разбросом от 100 до 150).

### СССР
- Сталинградский фронт (командующий — С. К. Тимошенко, с 23 июля — В. Н. Гордов, с 13 августа — генерал-полковник А. И. Ерёменко). В него входили гарнизон Сталинграда (10-я дивизия НКВД), 62-я, 63-я, 64-я, 21-я, 28-я, 38-я и 57-я общевойсковые армии, 8-я воздушная армия (советская истребительная авиация в начале сражения здесь насчитывала 230—240 истребителей, в основном Як-1) и три танковых корпуса, 22 бригады, в которых насчитывалось 547 тыс. человек[3], 2200 орудий и миномётов, около 400 танков, 454 самолёта, 150—200 бомбардировщиков авиации дальнего действия[23].
- Противовоздушная оборона Сталинграда осуществлялась войсками Сталинградского корпусного района ПВО (командующий полковник Е. А. Райнин[24]) и оперативно подчинённой ему 102-й истребительной авиационной дивизией ПВО (командир дивизии полковник И. И. Красноюрченко[25], а с октября 1942 года — полковник И. Г. Пунтус). В составе корпусного района ПВО объединялись зенитноартиллерийские, зенитнопулеметные, прожекторные и аэростатные части и части воздушного наблюдения оповещения и связи (ВНОС). В начале июля 1942 г. в состав Сталинградского корпусного района входили: семь зенитных артиллерийских полков среднего калибра, два — малого калибра, 12 отдельных зенитных артиллерийских дивизионов, шесть зенитных бронепоездов, два отдельных зенитных пулемётных батальона, семь отдельных зенитных пулемётных рот, 19 отдельных зенитных пулемётных взводов, зенитный прожекторный полк, зенитный прожекторный батальон, отдельный дивизион аэростатов заграждения, шесть отдельных батальонов ВНОС, отдельная радиорота ВНОС и отдельный батальон связи. Району ПВО оперативно подчинялась 102-я истребительная авиационная дивизия ПВО[26]. На вооружении имелось около 60 истребителей, 440 зенитных орудий среднего калибра и 126 малого калибра, 470 зенитных пулемётов, 81 аэростат заграждения, 165 зенитных прожекторов, три радиолокационные станции РУС-2[27]. С середины августа корпусной район ПВО был оперативно подчинён командующему войсками Сталинградского фронта.

12 июля был создан Сталинградский фронт, командующий — маршал С. К. Тимошенко, с 23 июля — генерал-лейтенант В. Н. Гордов. В его состав вошли выдвинутые из резерва 62-я армия под командованием генерал-майора Колпакчи, 63-я и 64-я армии, также 21, 28, 38, 57-я общевойсковые и 8-я воздушная армии бывшего Юго-Западного фронта, а с 30 июля — 51-я армия Северо-Кавказского фронта. Сталинградский фронт получил задачу: обороняясь в полосе, шириной 530 км (по реке Дон от Бабки, 250 км северо-западнее г. Серафимовича, до Клетской и далее по линии Клетская — Суровикино — Верхне-Солоновский — Суворовский — Верхне-Курмоярская), остановить дальнейшее продвижение противника и не допустить его выхода к Волге. Первый этап оборонительного сражения на Северном Кавказе начался 25 июля 1942 года на рубеже нижнего течения Дона в полосе от станицы Верхне-Курмоярская до устья Дона. Граница стыка — смыкания Сталинградского и Северо-Кавказских военных фронтов проходила по линии Верхне-Курмоярская — станция Гремячая — Кетченеры, пересекая северную и восточную части Котельниковского района Сталинградской области. К 17 июля Сталинградский фронт имел в своём составе 12 дивизий (всего 160 тыс. человек), 2200 орудий и миномётов, около 400 танков и свыше 450 самолётов. Кроме того, в его полосе действовали 150—200 бомбардировщиков дальней авиации и до 60 истребителей 102-й авиационной дивизии ПВО (полковник И. И. Красноюрченко). Таким образом, против 62-й и правого фланга 64-й армий противник сосредоточил группировку, превосходящую советские войска: в пехоте — в 1,5 раза; в артиллерии — в 2,6 раза; в танках — в 2 раза.

## Начало битвы

### Бои в излучине Дона

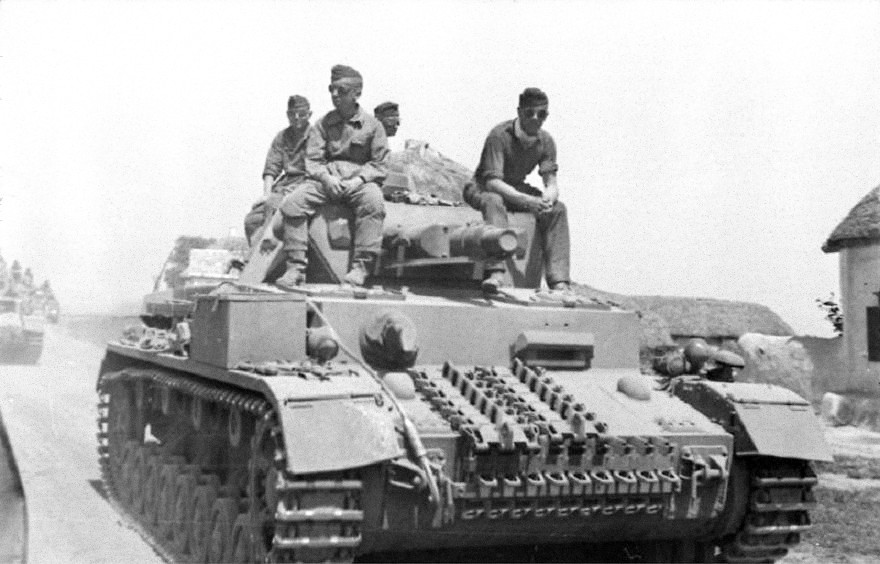
Немецкие солдаты на танке Pz. IV, июнь 1942.

В июле, когда немецкие намерения стали совершенно ясны, советское командование разработало планы по обороне Сталинграда. Для создания нового фронта обороны советским войскам после выдвижения из глубины приходилось с ходу занимать позиции на местности, где отсутствовали заранее подготовленные оборонительные рубежи. Большинство соединений Сталинградского фронта представляли собой новые формирования, которые ещё не были должным образом сплочены и, как правило, не имели боевого опыта. Ощущался острый недостаток в истребительной авиации, противотанковой и зенитной артиллерии. Во многих дивизиях не хватало боеприпасов и автотранспорта.
В СССР датой начала битвы считалось 17 июля. Однако Алексей Исаев обнаружил в журнале боевых действий 62-й армии данные о двух столкновениях, произошедших 16 июля. В соответствии с этим источником, передовой отряд 147-й стрелковой дивизии в 17:40 был обстрелян возле хутора Морозова противотанковыми пушками противника и уничтожил их ответным огнём.
17 июля на рубеже рек Чир и Цимла передовые отряды 62-й и 64-й армий Сталинградского фронта встретились с авангардами 6-й немецкой армии. Взаимодействуя с авиацией 8-й воздушной армии (генерал-майор авиации Т. Т. Хрюкин), они оказали упорное сопротивление противнику, которому, чтобы сломить их сопротивление, пришлось развернуть пять дивизий из тринадцати и затратить пять суток на борьбу с ними. В конце концов немецкие войска сбили передовые отряды с занимаемых позиций и подошли к главной полосе обороны[прояснить] войск Сталинградского фронта. Сопротивление советских войск заставило немецкое командование усилить 6-ю армию[прояснить]. К 22 июля в ней было уже 18 дивизий, насчитывавших 250 тыс. человек боевого состава, около 740 танков, 7500 орудий и миномётов. Войска 6-й армии поддерживали до 1200 самолётов. В итоге соотношение сил ещё более увеличилось в пользу противника. Например, в танках он теперь имел двукратное превосходство. Войска Сталинградского фронта к 22 июля имели 16 дивизий (187 тыс. человек, 360 танков, 7900 орудий и миномётов, около 340 самолётов).
На рассвете 23 июля в наступление перешла северная, а 25 июля и южная ударные группировки противника. Немцы прорвали оборону на правом фланге 62-й армии и к исходу дня 24 июля вышли к Дону в районе станицы Голубинская. Затем в этой станице расположился штаб 6-й армии.
В результате около трёх советских дивизий попали в окружение. Противнику также удалось потеснить войска правого фланга 64-й армии. Для войск Сталинградского фронта сложилась критическая обстановка. Оба фланга 62-й армии оказались глубоко охваченными противником, а выход его к Дону создал угрозу прорыва к Сталинграду.
К концу июля немцы оттеснили войска Красной армии за Дон. Линия обороны[прояснить] протянулась на сотни километров с севера на юг вдоль Дона. 6-я армия была всего лишь в нескольких десятках километров от Сталинграда, и 4-я танковая, находясь на юге от него, повернула на север, чтобы помочь взять город.
28 июля 1942 года Сталин издал приказ № 227 («Ни шагу назад!»), в котором потребовал усилить сопротивление и во что бы то ни стало остановить наступление противника.
31 июля, желая ускорить взятие Сталинграда, Гитлер приказал вернуть с Кавказского направления на Сталинград 4-ю танковую армию Гота. 2 августа её передовые части подошли к городу с юга в районе Котельниково. Для укрепления обороны на этом направлении была развёрнута 57-я армия. В состав Сталинградского фронта передавалась также 51-я армия (генерал-майор Т. К. Коломиец, с 7 октября — генерал-майор Н. И. Труфанов). Упорные бои завязались у небольшой станции «74-й километр»(48°08′ с. ш. 44°07′ в. д.).
Тяжёлой была обстановка в полосе 62-й армии. 7—9 августа противник оттеснил войска армии за реку Дон, а четыре дивизии окружил западнее Калача. Красноармейцы вели бои в окружении до 14 августа, а затем мелкими группами стали пробиваться из «котла». Переправ через Дон не было и красноармейцам пришлось спасаться вплавь, что удалось считанным единицам. Так из всей 181-й дивизии 62-й армии, к началу боёв насчитывавшей 13 000 человек, на левый берег удалось переправиться лишь около 100.
С 14 августа по 1 сентября 1942 года 20-я мотострелковая бригада с некоторыми другими подразделениями упорно удерживали город Калач-на-Дону (с 22 августа — в полном окружении), оставив его по приказу командования только в ночь на 1 сентября и соединившись с частями 62-й армии.
Бои в Большой излучине Дона продолжались с 23 июля по 11 августа. За это время вермахту удалось выйти к правому берегу Дона и создать плацдарм на левом берегу.

### Прорыв к Волге
21 августа пехотные подразделения 51-го корпуса (ком. — Вальтер фон Зейдлиц-Курцбах) переправились через Дон на надувных лодках и заняли плацдарм восточном берегу в районе Песковатки. Сапёры быстро возвели понтонный мост и 23 августа 16-я танковая дивизия (ком. Ганс-Валентин Хубе) из состава 14-го танкового корпуса (ком. — Густав фон Витерсхайм) при поддержке 4-го воздушного флота стремительным броском вышла к Волге у северной окраины Сталинграда, преодолев за день более 50 км. В 23:10 радист 79-го моторизованного полка (Panzergrenadier-Regiment 79) из состава 16-й танковой дивизии передал сообщение о том, что полк занял Спартановку — северный пригород Сталинграда. Манёвр противника отрезал 62-ю армию от остальных сил Сталинградского фронта. В этот же день 4-й воздушный флот люфтваффе нанёс массированный удар по Сталинграду, совершив около 2 тыс. боевых вылетов, в результате чего город был сильно разрушен, а окраины сожжены. Из-за отсутствия бомбоубежищ погибло от 40 до 70 тысяч мирных граждан

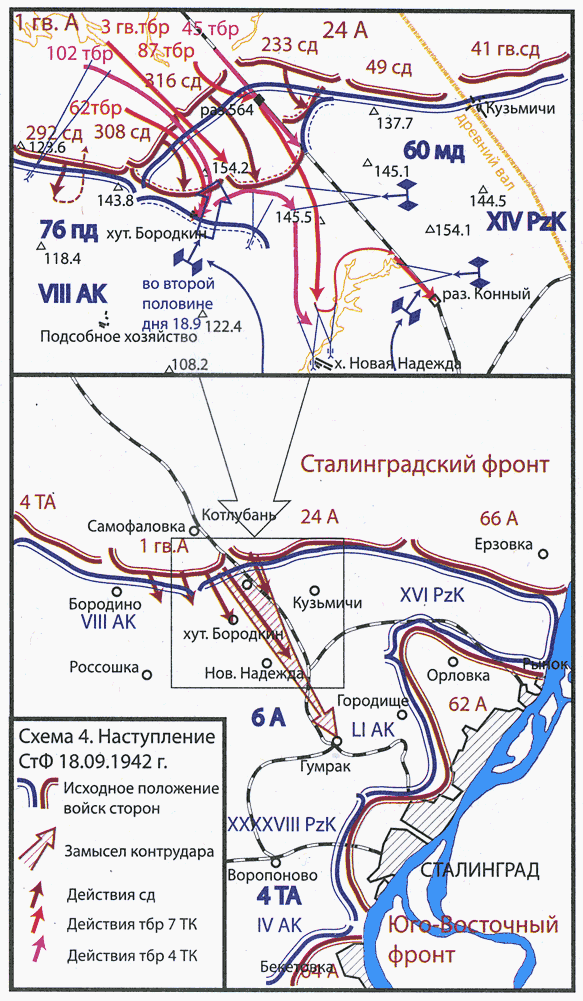
Схема боевых действий 18-20 сентября 1942 года, советский контрудар

В конце августа и сентябре соединения 51-й, 64-й и 57-й армий провели ряд контрударов к югу от Сталинграда в направлении Степное, Абганерово и Тингута, стремясь остановить наступление частей 4-й танковой армии, 4-го армейского корпуса и 48-го танкового корпуса вермахта. В то же время, к северу от города в районе Ерзовки части 24-й армии, 66-й армии и 1-й Гвардейской армии стремились отрезать части 14-го танкового корпуса противника, на небольшом участке прорвавшегося к Волге. При нанесении контрударов советские войска должны были закрыть прорыв немцев на участке станции Котлубань, Россошка и ликвидировать так называемый «сухопутный мост». Ценой громадных потерь[прояснить] войсковые подразделения сумели продвинуться только на несколько километров.

«В танковых соединениях 1-й гвардейской армии из 340 танков, которые имелись к началу наступления 18 сентября, к 20 сентября осталось только 183 исправных танка с учётом пополнения».— Жаркой Ф. М. Танковый марш.  Под ред. М. Ф. Жаркого Танковый марш. — Изд. 4-е, перераб. и доп. — СПб. : Издательство Михайловской военной артиллерийской академии, 2016. — 212 с. — ISBN 978-5-98709-303-0.

## Эвакуация из города
До начала боёв за Сталинград местные власти не думали об эвакуации, так как не предполагали захвата города. Однако отдельные категории граждан и материальных ценностей подлежали эвакуации. Так 13 июля были приняты постановления об эвакуации скота, колхозов, совхозов, государственных и общественных организаций, а также детских домов на левый берег Волги. Для организации перегоны скота в нижнем течении Волги были оборудованы 6 переправ с пропускной способностью 30 тысяч голов в сутки. Однако по большей степени эти переправы были задействованы войсками, из-за чего фактически к 23 июля было эвакуировано всего 35 тысяч голов.
В связи с этим народный комиссар речного флота Зосима Шашков приказал организовать ещё 6 переправ через Волгу, с целью достигнуть пропускную способность в 90 тысяч голов в сутки.
По мере приближения линии фронта к городу были приняты постановления об эвакуации хлеба, лома цветных металлов, эвакогоспиталей Наркомздрава, детского лагеря Артек, а также рабочих, служащих и членов семей завода № 91. При этом централизованная и массовая эвакуация гражданского населения не проводилась. К 23 августа из 400-тысячного населения города на левый берег было переправлено не более 100 тысяч человек, главным образом женщины и дети. При этом в городе продолжали размещаться эвакуированные из оккупированных областей страны; в период с июня 1941 по март 1942 через Сталинградский эвакопункт прошли 441 тыс. человек. Почти половина из них была направлена в районы области.
15 августа обкомом ВКП(б) было принято постановление о частичной эвакуации населения города. В соответствии с ним планировалось эвакуировать 15 тысяч неработающих женщин с детьми. 19 августа было принято постановление Сталинградского городского комитета обороны № 399 «О спецмероприятиях», в котором ставилась задача подготовить к разрушению промышленные объекты, мосты, железные дороги и некоторые жилые дома в городе.
К 23 августа 1942 года из 400 тысяч жителей Сталинграда было эвакуировано около 100 тысяч. 24 августа Городской комитет обороны Сталинграда принял запоздалое постановление об эвакуации женщин, детей и раненых на левый берег Волги. Все граждане, включая женщин и детей, работали над постройкой траншей и других фортификационных сооружений.
23 августа 1942 года силы 4-го воздушного флота люфтваффе произвели самую долгую и разрушительную бомбардировку города. В бомбардировке, непрерывно производимой следующими одна за другой волнами самолётов, участвовало до 400 немецких самолётов, из них 150—160 двухмоторных бомбардировщиков. Немецкая авиация разрушила город, убила более 90 тыс. человек, уничтожила более половины жилого фонда довоенного Сталинграда, превратив тем самым город в громадную территорию, покрытую горящими руинами.

## Сражение в городе

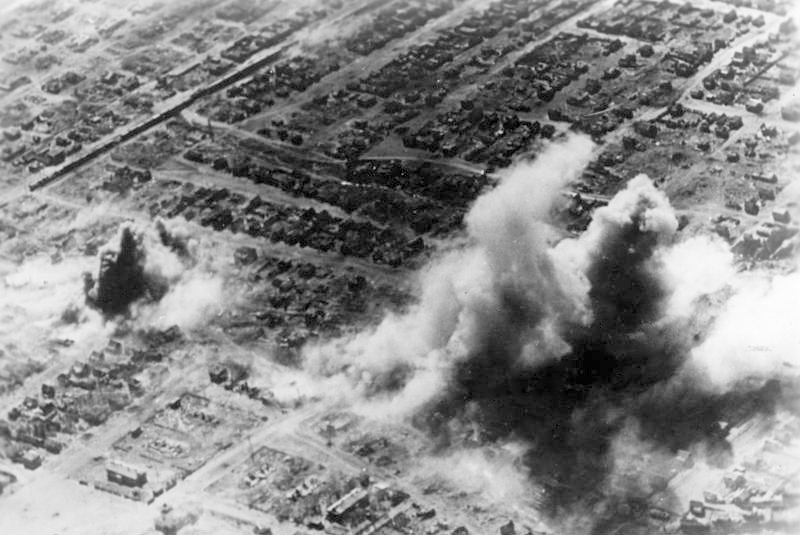
Люфтваффе проводит бомбардировку жилых районов Сталинграда, октябрь 1942 года

В 16 часов 23 августа 1942 года ударная группировка 6-й немецкой армии прорвалась к Волге близ северной окраины Сталинграда, в районе посёлков Латошинка, Акатовка, Рынок.
В северной части города, в районе станции Гумрак, немецкий 14-й танковый корпус встретил сопротивление советских зенитных батарей 1077-го полка подполковника В. С. Германа, в расчёты орудий которых входили и девушки. Бой продолжался до самого вечера 23 августа. К вечеру 23 августа 1942 года немецкие танки появились в районе тракторного завода, в 1—1,5 км от заводских цехов, и начали его обстрел. На этом этапе советская оборона опиралась в значительной степени на 10-ю стрелковую дивизию НКВД и народное ополчение, набранное из рабочих, пожарных, милиционеров. На тракторном заводе продолжали изготавливать танки, экипажи которых укомплектовывались из работников завода, и сразу же отправлялись с конвейеров в бой. А. С. Чуянов рассказывал членам съёмочной группы документального фильма «Страницы Сталинградской битвы» о том, что противника, вышедшего к Мокрой Мечётке до организации линии обороны Сталинграда, отпугнули советские танки, которые выехали из ворот тракторного завода без боекомплекта и экипажа. Танковая бригада им. Сталинградского пролетариата 23 августа выдвинулась на рубеж обороны севернее тракторного завода, в район р. Сухая Мечётка. Примерно в течение недели ополченцы активно участвовали в оборонительных боях на севере Сталинграда. Потом их постепенно заменили кадровыми частями.
Адъютант командующего 6-й армией Вильгельм Адам писал:

В результате этого наступления образовался коридор длиной 60 километров и шириной 8 километров. Это произошло так быстро, что пехотные дивизии не могли поспеть за ними, не смогли помешать советским частям отсечь XIV танковый корпус. В результате ожесточенных контратак, особенно на неприкрытых флангах, корпус оказался в крайне тяжелом положении. Его пришлось снабжать с помощью самолётов и колонн грузовиков, охраняемых танками. Нагруженные ранеными машины под прикрытием танков прорвались через боевые порядки русских в направлении Дона. На плацдарме раненых сдавали и там же получали продовольствие. Конвоируемые танками машины возвращались в корпус. Однако XIV танковому корпусу не удалось с ходу захватить северную часть города. Много дней, изолированный от основных сил 6-й армии, он вел тяжелые оборонительные бои, заняв круговую оборону. Только через неделю после переброски на плацдарм новых пехотных дивизий удалось в упорных кровопролитных боях сломить сопротивление противника и восстановить связь с танковым корпусом.

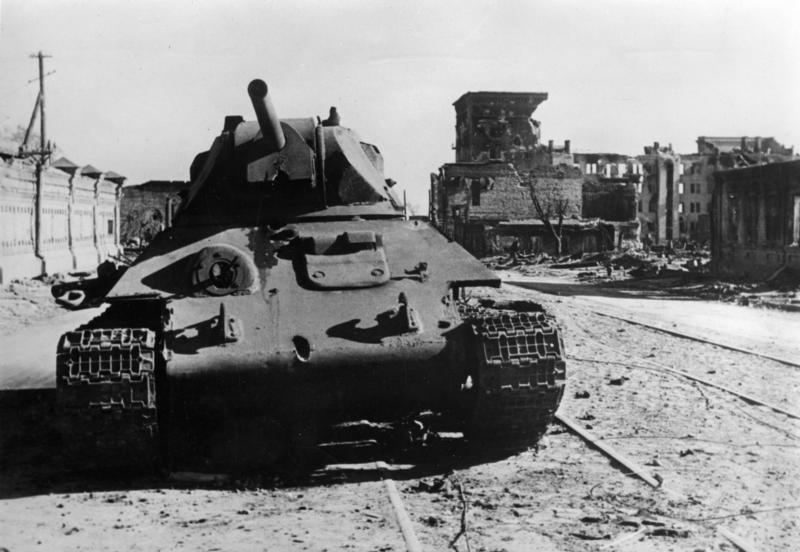
Подбитый советский танк Т-34 в Сталинграде, 8 октября 1942 года

В ночь на 28 августа на правый берег Волги была переправлена 124-я стрелковая бригада под командованием С. Ф. Горохова. Она и ряд других советских частей составили группу полковника Горохова, которая обороняла подступы к тракторному заводу.
К 1 сентября 1942 года советское командование могло обеспечить свои войска в Сталинграде только рискованными переправами через Волгу. Посреди развалин уже разрушенного города советская 62-я армия соорудила оборонительные позиции с расположенными огневыми точками в зданиях и на заводах. Снайперы и штурм-группы как могли задерживали противника. Немцы, продвигаясь вглубь Сталинграда, несли тяжёлые потери. Советские подкрепления переправлялись через Волгу с восточного берега под постоянными бомбардировками и артиллерийским обстрелом.
С 13 по 26 сентября части вермахта потеснили войска 62-й армии и ворвались в центр города, а на стыке 62-й и 64-й армий прорвались к Волге. Река полностью простреливалась немецкими войсками. Охота шла за каждым судном и даже лодкой. Несмотря на это, в ходе битвы за город с левого берега на правый было перевезено свыше 82 тыс. солдат и командиров, большое количество боевой техники, продовольствия и других военных грузов, а на левый берег было эвакуировано около 52 тыс. раненых и гражданского населения.
Борьба за плацдармы у Волги, в особенности на Мамаевом кургане и на заводах в северной части города, продолжалась более двух месяцев. Сражения за завод «Красный Октябрь», Тракторный завод и артиллерийский завод «Баррикады» стали известны всему миру. Пока советские солдаты продолжали защищать свои позиции, ведя огонь по немцам, рабочие заводов и фабрик ремонтировали повреждённые советские танки и оружие в непосредственной близости от поля боя, а иногда и на самом поле боя. Из-за опасности рикошета огнестрельное оружие применялось ограниченно, противники сражались врукопашную, в ход шли колющие, режущие и дробящие предметы.
Немецкая военная доктрина была основана на взаимодействии родов войск вообще и особо тесном взаимодействии пехоты, сапёров, артиллерии и пикирующих бомбардировщиков. В ответ советские бойцы старались располагаться в десятках метров от позиций противника, в таком случае немецкая артиллерия и авиация не могли действовать без риска попасть по своим. Часто противников разделяла стена, этаж или лестничная площадка. В этом случае немецкой пехоте приходилось на равных условиях драться с советской — винтовками, гранатами, штыками и ножами. Борьба шла за каждую улицу, каждый завод, каждый дом, подвал или лестничный проход. Даже отдельные здания попали на карты и получили названия: Дом Павлова, Мельница, Универмаг, элеватор, тюрьма, Дом Заболотного, Молочный Дом, Дом Специалистов, Г-образный дом, гвоздильный завод и другие. Красная армия постоянно проводила контратаки, стараясь отбить ранее утраченные позиции. По несколько раз переходили из рук в руки Мамаев Курган, железнодорожный вокзал Сталинград-I. Штурмовые группы обеих сторон старались использовать любые проходы к противнику — канализацию, подвалы, подкопы.

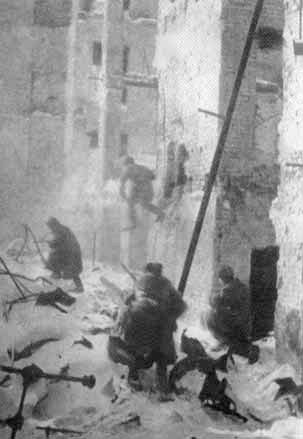
Уличные бои в Сталинграде

С обеих сторон сражающихся поддерживало большое количество артиллерийских батарей (советская артиллерия крупного калибра действовала с восточного берега Волги), вплоть до 600-миллиметровых мортир.
Во время городских боёв советские войска широко использовали снайперов, в числе которых было немало женщин. Так, уроженец донецкого города Ворошиловска, слесарь депо «Дебальцево-Сортировочное» Сталинской области Николай Ильин уничтожил 194, а Василий Зайцев — 225 солдат и офицеров противника, из них 11 снайперов.
И для Сталина, и для Гитлера битва за Сталинград стала вопросом престижа в дополнение к стратегическому значению города. Советское командование передвинуло резервы Главнокомандования от Москвы к Волге, а также перебросило воздушные силы практически со всей страны в район Сталинграда.
Утром 14 октября 6-я немецкая армия начала решающее наступление на советские плацдармы у Волги. Её поддерживали более тысячи самолётов 4-го воздушного флота Люфтваффе. Концентрация немецких войск была беспрецедентной — на фронте протяжённостью всего около 4 км на тракторный завод и завод «Баррикады» наступали три пехотные и две танковые дивизии. В ходе тяжелейших боёв немцам удалось захватить ещё часть территории города, оборона 62-й армии была расчленена на три основных очага сопротивления: район посёлков Рынок и Спартановка, где сражалась группа полковника Горохова, и восточная часть территории завода «Баррикады», которую обороняла 138-я стрелковая дивизия полковника Людникова, а затем, после разрыва в 400–600 метров, начинался фронт обороны основных сил армии от завода «Красный Октябрь» до пристани, где вблизи волжского берега оборонялась 13-я гвардейская стрелковая дивизия генерала Родимцева. Далее — от центра до Купоросной балки — город занимали немецкие войска. Южную часть Сталинграда — от Купоросного до Красноармейска — продолжали удерживать части 64-й армии.
Советские части упорно оборонялись при поддержке артиллерии с восточного берега Волги и с кораблей Волжской военной флотилии. Однако артиллерия на левом берегу Волги стала испытывать нехватку боеприпасов в связи с подготовкой советского контрнаступления. 9 ноября начались холода, температура воздуха упала до 18 градусов мороза. Переправы через Волгу стали крайне затруднительными из-за плывущих по реке льдин, войска 62-й армии испытывали острый недостаток боеприпасов и продовольствия. К концу 11 ноября немецким войскам удалось захватить южную часть завода «Баррикады» и на участке шириной в 500 м прорваться к Волге; 62-я армия теперь удерживала три изолированных друг от друга небольших плацдарма (наименьшим из которых был остров Людникова). Дивизии 62-й армии после понесённых потерь насчитывали всего по 500—700 человек. Понесли огромные потери и немецкие дивизии, во многих частях которых в боях погибли более 40 % личного состава.
Проблема связи
В отличие от немцев, советские командиры предпочитали держать связь с частями не по радио, а по телефонным линиям, подверженным частым разрывам. При этом у солдат, посланных восстановить её, было очень мало шансов остаться в живых. Нередко восстанавливать связь посылали даже девушек-телефонисток. 13 сентября Чуйкову удалось связаться с Ерёменко всего один раз за весь день, а после полудня он совершенно потерял связь со своими дивизиями на западном берегу. Пришлось прибегнуть к помощи посыльных, продолжительность жизни которых в этих условиях была ещё ниже, чем у связистов.

## Действия авиации
Немецкое командование значительно усилило свою авиацию на советско-германском фронте. За счёт формирования новых дивизий и использования соединений своих союзников здесь были сосредоточены основные силы немецкой авиации. Для наступления на сталинградском направлении немецкое командование сосредоточило около 1200 самолётов.
Тяжёлая обстановка сложилась для тыла советской 8-й воздушной армии. Авиационные части базировались на аэродромах, расположенных на правом берегу Дона, в непосредственной близости к противнику. В связи с отходом авиачастей в район Сталинграда, 14 июля был отдан приказ о перемещении четырёх районов авиационного базирования на левый берег Дона.
Немецкая авиация наносила отходящим частям советского авиационного тыла большие потери. Были разрушены переправы через Дон. Запасы материальных средств с правобережья Дона были перевезены не полностью, частично они уничтожались. Таким образом, к началу боёв на дальних подступах к Сталинграду для советской авиации сложились тяжёлые условия. 27 июля «Штуки» начали бомбить Калачскую переправу, совершив за день шесть налётов. Первый начался в 07.15, а последний в 18.29. Всего было сброшено около 500 фугасных и осколочных бомб, от которых сильно пострадали колонны советских войск, переправлявшиеся через реку.
Утром 17 июля 1942 года начались боевые действия авиации в большой излучине Дона. Основные усилия 8-й воздушной армии, в первые шесть дней боёв, были направлены на уничтожение ударных группировок противника. Существенную поддержку наземным войскам оказала авиация дальнего действия, которая в течение шести ночей наносила удары по районам скопления войск и переправам немцев через реки Дон и Чир.
В ходе начавшихся боёв состав 8-й воздушной армии пополнился частями и соединениями из резерва Верховного Главнокомандования, что позволило увеличить интенсивность действий авиации. По мере повышения интенсивности и эффективности действий советской авиации противник усилил прикрытие своих сухопутных войск и стал наносить удары по нашим аэродромам. Однако немцам не удалось снизить активность советской авиации.  
Уничтожение самолётов люфтваффе в основном производилось эффективными ударами по аэродромам. В целях обеспечения бомбардировщиков и штурмовиков высылались группы истребителей в район их действия для расчистки воздушного пространства. Несмотря на господство в воздухе немецкой авиации, наши лётчики вступали в бой, наносили ей потери.
В начале боевых действий на ближних подступах к Сталинграду немецкие ударные группировки поддерживались до 1 тыс. самолётов и удерживали господство в воздухе. Учитывая сложность создавшейся обстановки, Ставка ВГК дала указание по перебазированию пяти дивизий авиации дальнего действия с Московского аэроаузла ближе к району боевых действий, что дало возможность усилить удары по противнику.
23 августа немецкая авиация, пользуясь превосходством в силах[прояснить], перебазировалась на передовые аэродромы и нанесла по Сталинграду массированный удар, в котором участвовало несколько сот самолётов, всего в течение дня она произвела около 2 тыс. боевых вылетов. В городе возникли пожары. Это было варварское разрушение города с многотысячным мирным населением.
Советским командованием были проведены мероприятия по усилению обороны и противодействию противнику. 8-я и 16-я воздушные армии пополнились новыми самолётами и личным составом. Улучшалось взаимодействие авиации с войсками и между родами авиации. Усилия авиации сосредотачивались для поддержки и прикрытия войск при обороне города. Совершенствовалась противовоздушная оборона аэродромов, базирование и снабжение авиации.
Тыловые части создавали необходимые условия для обеспечения боевых действий авиаполков. Для строительства пятидесяти новых аэродромов за Волгой было переброшено три инженерно-авиационных батальона и восемь батальонов аэродромного обслуживания, было мобилизовано 3500 человек местного населения. В результате проведённых мероприятий тыловое обеспечение боевых действий авиации осуществлялось в основном бесперебойно.
Инженерно-технический состав авиаполков, по инициативе лётчиков-штурмовиков 16-й воздушной армии, переоборудовали кабины самолёта Ил-2 для воздушных стрелков и установили на них пулемёты. Штатным расписанием воздушные стрелки не были предусмотрены для этих самолётов, на боевые задания первое время летали механики, техники, специалисты по авиавооружению и спецоборудованию. В начале ноября промышленность стала поставлять на фронт уже двухместный Ил-2, это способствовало улучшению действий штурмовиков и снизило их потери.
Советское командование предприняло ряд мер, чтобы оказать решительное противодействие немецкой авиации и улучшить обстановку в пользу нашей авиации. Была организована радиосеть наведения. Радиостанции наведения передавали информацию лётчикам, находившимся в воздухе, о воздушной обстановке; наводили их на появившиеся самолёты противника; вызывали истребители с аэродромов и перенацеливали их на другие цели.
Летом 1942 года началось формирование авиационных корпусов резерва Главного командования, состоящих из 2—4 авиационных дивизий. Состав истребительных полков был увеличен с 22 до 32 боевых самолётов. Авиационные полки пополнялись новыми типами самолётов и лётным составом. За 27 дней напряжённых боёв на ближних подступах к Сталинграду авиация Красной армии совершила около 16 тыс. самолёто-вылетов, нанеся большие потери войскам и технике немцев. За это время почти в два раза увеличился удельный вес действий авиации ночью.
В период боёв в Сталинграде советская авиация действовала в тесном взаимодействии с сухопутными войсками и получила богатый опыт по уничтожению вражеских войск в крупном городе. Основными объектами действий являлись отдельные здания, занимаемые немцами, артиллерия, миномёты, танки, скопления войск и техники. Наряду с поддержкой войск фронтовая бомбардировочная, штурмовая авиация и авиация дальнего действия периодически вела борьбу с железнодорожными перевозками и вражеской авиацией на аэродромах. Истребительная авиация, получая пополнения, стала активнее переходить к наступательным боям.
В течение 67 дней обороны Сталинграда авиация Красной Армии совершила 45325 самолёто-вылетов, сбросила 15440 тонн бомб, провела более 1 тыс. воздушных боев. В воздушных боях, на аэродромах и огнём зенитной артиллерии было уничтожено около 929 самолётов противника. Это создавало благоприятные условия для перехода Красной Армии в решительное контрнаступление.
Воздушная разведка своевременно устанавливала районы сосредоточения резервов и ударных группировок войск и авиации немцев и оказывала большую помощь общевойсковому и авиационному командованию. Визуальное наблюдение за действиями противника стало добавляться воздушным фотографированием, а передача сведений о противнике стала осуществляться по радио с борта самолёта-разведчика.
Альтернативная точка зрения
Западные историки отмечают, что летом 1942 года превосходством в воздухе обладала немецкая авиация (VIII воздушный корпус). Пользуясь этим обстоятельством, пикирующие бомбардировщики Юнкерс Ju 87 беспрепятственно наносили удары по советским войскам и технике, а средние бомбардировщики Хейнкель НЕ 111 и Юнкерс Ju 88 бомбили советские эшелоны, подвозившие в район боёв пополнения и боеприпасы. Советская 8-я Воздушная Армия с 20 июля по 17 августа потеряла 447 самолётов из недавнего пополнения. Только 10 августа на полевых аэродромах было уничтожено 20 советских самолётов. Советские ВВС имели плохую логистику, низкий уровень подготовки лётного состава и недостаток средств связи. Опытные немецкие лётчики легко уничтожали советские самолёты. Например, 12 августа 8-й авиационный корпус люфтваффе (Fliegerkorps VIII) уничтожил 25 из 26 советских самолётов, пытавшихся атаковать немецкие аэродромы, не понеся при этом никаких потерь. На следующий день Fliegerkorps VIII вновь отразил атаку на аэродромы, уничтожив 35 из 45 советских самолётов.
Как отмечает Антони Бивор, у ВВС РККА было много проблем. В частности, советские лётчики страдали от инстинктивного страха перед противником. Так, комиссар 8-й воздушной армии писал в своём донесении: «Как только в небе появляются „мессершмитты“, лётчики впадают в панику и бегут прочь от самолётов, стараясь укрыться от смертоносного свинца». Прибывший на КП фронта член ГКО Г. М. Маленков собрал пилотов-истребителей и устроил им разнос за низкую эффективность боевой работы.
Для поднятия боевого духа лётчиков, по инициативе командующего 8-й воздушной армией ген. Т. Т. Хрюкина, был создан «полк асов» Юго-Западного фронта (9-й гвардейский иап). В полку были собраны лучшие лётчики-истребители 8-й ВА, в том числе Герой Советского Союза М. Д. Баранов, а также будущие дважды Герои В. Д. Лавриненков и Амет-Хан Султан. Некоторое время в полку служили прославленные лётчицы Екатерина Буданова и Лидия Литвяк. Несмотря на все усилия добиться превосходства в воздухе не удавалось. Так, 28 августа была предпринята попытка атаки нового аэродрома люфтваффе близ Калача, но атака была отбита эскадрильей "Ме-109". При этом командир эскадрильи запретил пилотам преследовать побеждённых и покидать пределы аэродрома, заявив при этом, что «полёты ради собственного удовольствия и пари должны прекратиться. [...]  Пора прекратить ту лёгкую сладкую жизнь, что мы ведём на земле, а в воздухе и подавно. Если в небе нет целей, каждый выстрел должен идти на помощь пехоте».
В танковых дивизиях вермахта находились офицеры связи люфтваффе; отлаженное взаимодействие танков и штурмовой авиации давало вермахту важное преимущество перед РККА. Из-за господства люфтваффе в воздухе советские войска были вынуждены не только передвигаться, но и атаковать в ночное время. Пытаясь переломить ситуацию, советское командование пребрасывало на юг авиационные части с центрального и северного участков фронта.

## Подготовка советских войск к контрнаступлению
Идея контрнаступления обсуждалась Сталиным, Жуковым и Василевским ещё 12 сентября 1942 г, и уже к 13 сентября Сталину были представлены черновые намётки плана, предполагавшего создание Донского фронта.
Донской фронт был образован 30 сентября 1942 г. В его состав вошли: 1-я гвардейская, 21-я, 24-я, 63-я и 66-я армии, 4-я танковая армия, 16-я воздушная армия. 
Приняв командование, Рокоссовский застал новообразованный фронт в наступлении — выполняя приказ Ставки, 30 сентября в 5:00, после артподготовки, перешли в наступление части 1-й гвардейской, 24-й и 65-й армий. Два дня шли тяжёлые бои. Однако, как отмечается в документе ЦАМО, части армий не двигались, и более того — в результате контратак немцев были оставлены несколько высот. Ко 2 октября наступление выдохлось.
Получив из резерва Ставки семь полностью укомплектованных стрелковых дивизий (277, 62, 252, 212, 262, 331, 293), командование Донского фронта решает использовать свежие силы для нового наступления. 4 октября Рокоссовский поручает разработать план наступательной операции, который к 6 октября был готов. Начало операции был назначено на 10 октября, но к этому времени происходят несколько событий.
5 октября 1942 года Сталин в разговоре по телефону с А. И. Ерёменко резко критикует руководство Сталинградского фронта и требует принять немедленные меры к стабилизации фронта и последующего разгрома противника. 6 октября Ерёменко делает доклад Сталину, в котором предлагает провести операцию по окружению и уничтожению немецких частей под Сталинградом. Впервые предлагалось провести окружение 6-й армии фланговыми ударами по румынским частям, и после прорыва фронтов соединиться в районе Калача-на-Дону. В Ставке, рассмотрев план А. И. Ерёменко, посчитали его невыполнимым (слишком большая глубина операции и т. д.).

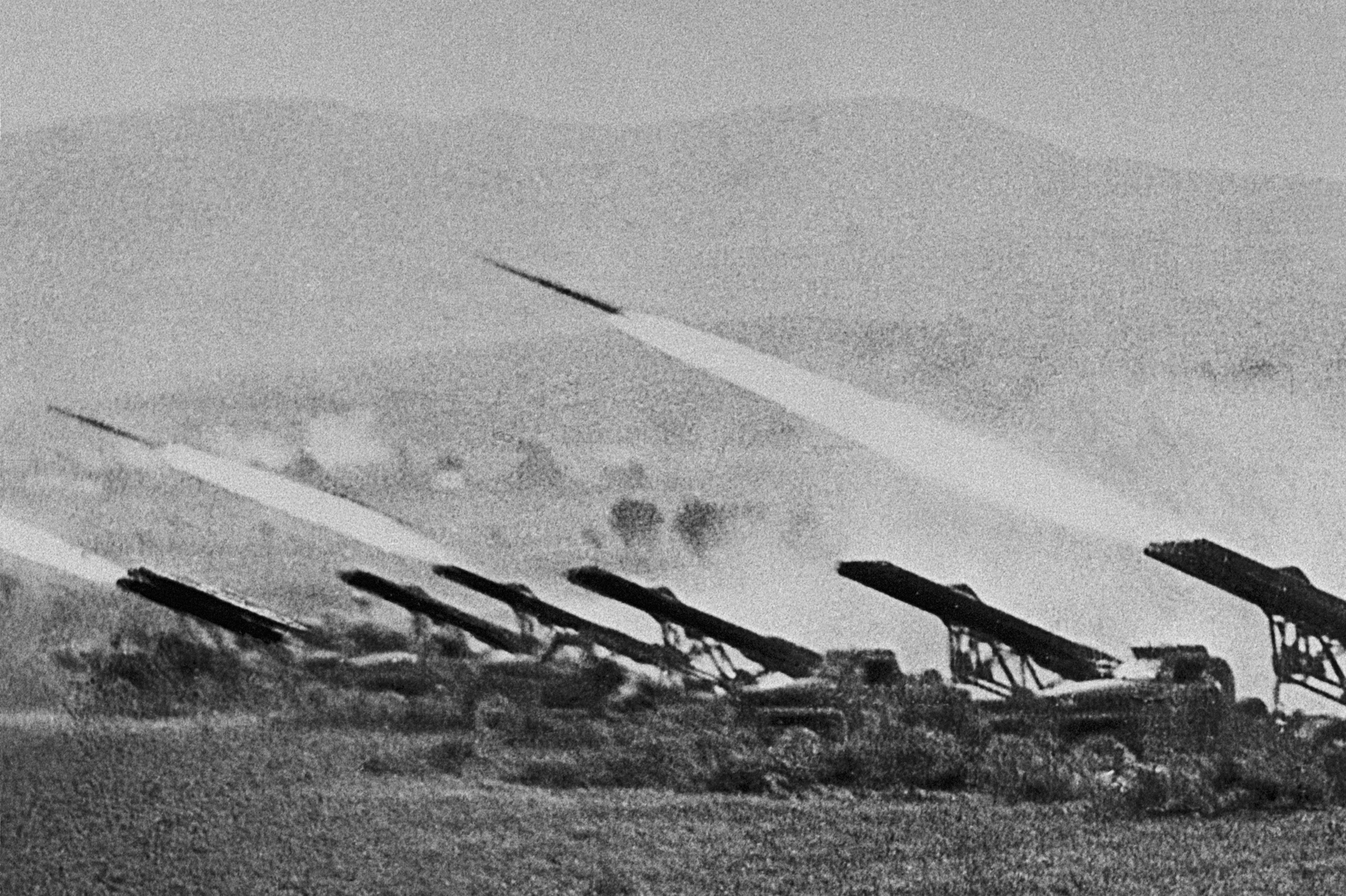
Советские реактивные установки залпового огня (Катюши) наносят удар по врагу, 6 октября 1942.

В итоге Ставка предложила следующий вариант окружения и разгрома немецких войск под Сталинградом: Донскому фронту предлагалось нанести главный удар в направлении Котлубани, прорвать фронт и выйти в район Гумрак. Одновременно с этим Сталинградский фронт должен начать наступление из района Горная Поляна на Ельшанку; после прорыва фронта части выдвигаются в район Гумрак, где соединяются с частями Донского фронта. В этой операции командованию фронтами разрешалось использовать свежие части: Донскому фронту — семь стрелковых дивизий (277, 62, 252, 212, 262, 331, 293), Сталинградскому фронту — 7-й стрелковый корпус, 4-й кавалерийский корпус. 7 октября вышла директива Генштаба № 170644 о проведении наступательной операции двумя фронтами по окружению 6-й армии, начало которой было назначено на 20 октября.
Таким образом, планировалось окружить и уничтожить только немецкие войска, ведущие боевые действия непосредственно в Сталинграде (14-й танковый корпус, 51-й и 4-й армейские корпуса, всего около 12 дивизий).
Командование Донского фронта оказалось недовольно этой директивой. 9 октября Рокоссовский предоставил свой план наступательной операции. Он сослался на невозможность прорыва фронта в районе Котлубани. По его расчётам, для прорыва требовалось четыре дивизии, для развития прорыва — три дивизии и ещё три — для прикрытия от ударов противника; таким образом, семи свежих дивизий было явно недостаточно. Рокоссовский предложил главный удар нанести в районе Кузьмичи (высота 139,7), то есть все по той же старой схеме: окружить части 14-го танкового корпуса, соединиться с 62-й армией и только после этого двигаться к Гумраку на соединение с частями 64-й армии. На это штаб Донского фронта планировал четыре дня: с 20 по 24 октября. «Орловский выступ» немцев не давал покоя Рокоссовскому ещё с 23 августа, поэтому он принял решение сначала разобраться с этой «мозолью», а после этого завершить полное окружение противника.
Ставка не приняла предложение Рокоссовского и рекомендовала ему подготовить операцию по плану Ставки. Однако ему было разрешено провести частную операцию против орловской группировки немцев 10 октября, не привлекая свежих сил.
9 октября части 1-й гвардейской армии, а также 24-й и 66-й армий начали наступление в направлении Орловки. Наступающую группировку поддерживали 42 штурмовика Ил-2, под прикрытием 50 истребителей 16-й воздушной армии. Первый день наступления закончился безрезультатно. 1-я гвардейская армия (298, 258, 207 стрелковые дивизии) продвижения не имела, а 24-я армия продвинулась на 300 метров. 299-я стрелковая дивизия (66-й армии), наступающая на высоту 127,7, понесла большие потери, не продвинувшись вперёд. 10 октября попытки наступления продолжались, но к вечеру окончательно ослабли и прекратились. Очередная «операция по ликвидации Орловской группировки» провалилась. В результате этого наступления из-за понесённых потерь была расформирована 1-я гвардейская армия. Передав оставшиеся части 24-й армии, управление было выведено в резерв Ставки.

## Расстановка сил перед контрнаступлением советских войск

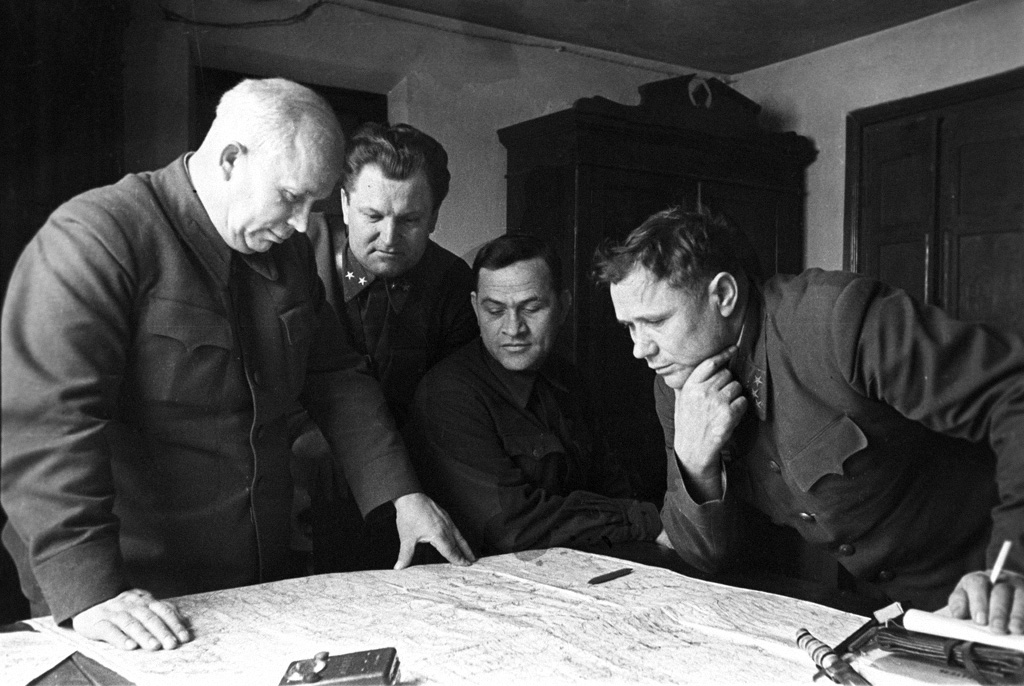
Члены Военного совета Сталинградского фронта: Хрущёв, Кириченко, Чуянов и комфронта Ерёменко, декабрь 1942 года

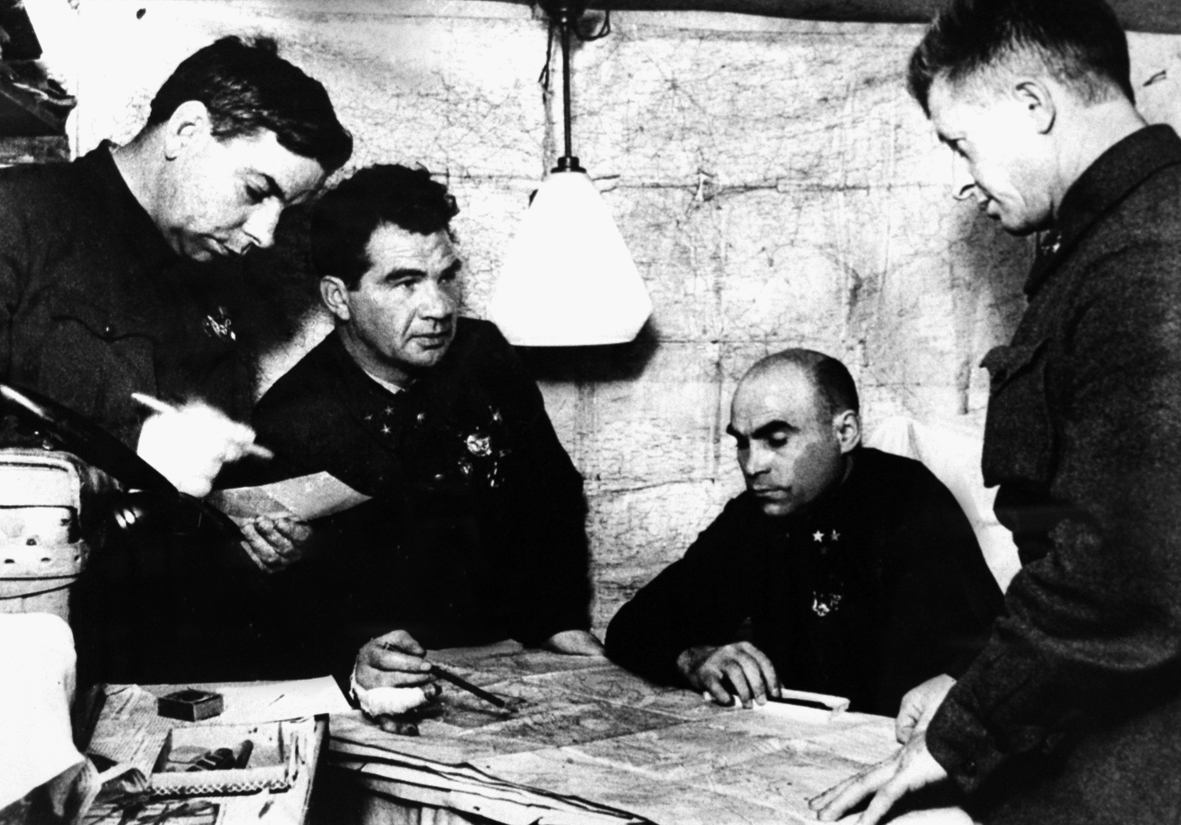
Командный пункт 62-й армии: начальник штаба армии Н. И. Крылов, командующий армией В. И. Чуйков, член Военного совета К. А. Гуров, командир 13-й гв. сд А. И. Родимцев, декабрь 1942 года

### СССР
- Юго-Западный фронт (командующий — генерал-лейтенант, с 7 декабря 1942 года — генерал-полковник, с 13 февраля 1943 года — генерал армии Н. Ф. Ватутин). В него входили:

21-я армия (генерал-лейтенант И. М. Чистяков);
5-я танковая армия (генерал-майор П. Л. Романенко);
1-я гвардейская армия (генерал-лейтенант Д. Д. Лелюшенко);
17-я воздушная (генерал-майор авиации, с декабря 1942 года — генерал-лейтенант авиации С. А. Красовский);
2-я воздушная (полковник, с октября 1942 года — генерал-майор авиации К. Н. Смирнов)
- Донской фронт (командующий — генерал-лейтенант, с января 1943 года — генерал-полковник К. К. Рокоссовский). В него входили:

65-я армия (генерал-лейтенант П. И. Батов);
24-я армия (генерал-майор, с января 1943 года — генерал-лейтенант И. В. Галанин);
66-я армия (генерал-лейтенант А. С. Жадов);
16-я воздушная армия (генерал-майор С. И. Руденко).
- Сталинградский фронт (командующий — генерал-полковник А. И. Ерёменко). В него входили:

62-я армия (генерал-лейтенант В. И. Чуйков);
64-я армия (генерал-майор, с декабря 1942 года — генерал-лейтенант М. С. Шумилов);
57-я армия (генерал-майор, с января 1943 года — генерал-лейтенант Ф. И. Толбухин);
51-я армия (генерал-майор Н. И. Труфанов);
8-я воздушная армия (генерал-майор, с марта 1943 года — генерал-лейтенант авиации Т. Т. Хрюкин).

### Страны Оси
- Группа армий «Б» (командующий — М. Вейхс). В неё входили:

4-я танковая армия — командующий генерал-полковник Герман Гот;
2-я немецкая армия — командующий генерал от инфантерии Ганс фон Зальмут;
6-я немецкая армия — командующий генерал танковых войск Фридрих Паулюс;
8-я итальянская армия — командующий генерал армии Итало Гарибольди;
2-я венгерская армия — командующий генерал-полковник Густав Яни;
3-я румынская армия — командующий генерал-полковник Петре Думитреску;
4-я румынская армия — командующий генерал-полковник Константин Константинеску.
- 4-й воздушный флот — командующий генерал-полковник Вольфрам фон Рихтгофен.
- Группа армий «Дон» (командующий — Эрих фон Манштейн). В неё входили 6-я армия, 3-я румынская армия, армейская группа «Гот», оперативная группа «Холлидт».

## Наступление советских войск (операция «Уран»)

Боевые действия с 19 ноября по 24 декабря 1942 года.

### Начало наступления и контроперации вермахта
19 ноября 1942 года началось наступление Красной армии в рамках операции «Уран». 23 ноября в районе Калача замкнулось кольцо окружения вокруг 6-й армии вермахта. План «Уран» не был выполнен полностью, так как не удалось разделить 6-ю армию на две части с самого начала (ударом 24-й армии в междуречье Волги и Дона). Попытки ликвидировать окружённых с ходу в этих условиях также не удались, несмотря на значительное превосходство в силах — сказывалась превосходящая тактическая подготовка немцев. Однако 6-я армия была изолирована, и её запасы топлива, боеприпасов и продовольствия стремительно сокращались, несмотря на попытки снабжения по воздуху, предпринятые 4-м воздушным флотом под командованием Вольфрама фон Рихтгофена.

### Операция «Винтергевиттер»
Новообразованная вермахтом группа армий «Дон» под командованием фельдмаршала Манштейна предприняла попытку прорыва блокады окружённых войск (Операция «Винтергевиттер» (нем. Wintergewitter, Зимняя гроза). Первоначально её планировалось начать 10 декабря, однако наступательные действия Красной армии на внешнем фронте окружения вынудили отложить начало операции на 12 декабря. К этой дате немцам удалось представить лишь одно полноценное танковое соединение — 6-ю танковую дивизию вермахта и (из пехотных соединений) остатки разгромленной 4-й румынской армии. Эти части находились в подчинении управления 4-й танковой армии под командованием Г. Гота. В ходе наступления группировка была усилена весьма потрёпанными 11-й и 17-й танковыми дивизиями и тремя авиаполевыми дивизиями.
К 19 декабря части 4-й танковой армии, фактически прорвавшие оборонительные порядки советских войск, столкнулись с только что переброшенной из резерва Ставки 2-й гвардейской армией под командованием Р. Я. Малиновского, в состав которой входили два стрелковых и один механизированный корпус.

### Операция «Малый Сатурн»
По замыслу советского командования, после разгрома 6-й армии, силы, занятые в операции «Уран», разворачивались на запад и наступали по направлению к Ростову-на-Дону в рамках операции «Сатурн». Одновременно с этим, южное крыло Воронежского фронта наносило удар по 8-й итальянской армии к северу от Сталинграда и наступало прямо на запад (к Донцу) со вспомогательным ударом на юго-запад (к Ростову-на-Дону), прикрывая северный фланг Юго-Западного фронта в период гипотетического наступления. Однако в связи с неполной реализацией «Урана», «Сатурн» был заменён на «Малый Сатурн».
Воронежский фронт вместе с Юго-Западным и частью сил Сталинградского фронта должны были отбросить противника на 100—150 км на запад от окружённой 6-й армии и разгромить 8-ю итальянскую армию (Воронежский фронт). Наступление планировалось начать 10 декабря, однако проблемы, связанные с подвозом новых частей, необходимых для операции (имевшиеся на месте были связаны под Сталинградом), привели к тому, что А. М. Василевский санкционировал (с ведома И. В. Сталина) перенос начала операции на 16 декабря. 16—17 декабря фронт немцев на Чире и на позициях 8-й итальянской армии был прорван, советские танковые корпуса устремились в оперативную глубину. Манштейн сообщил, что из итальянских дивизий только одна лёгкая и одна-две пехотные дивизии оказали сколько-нибудь серьёзное сопротивление, штаб 1-го румынского корпуса в панике бежал со своего командного пункта. К исходу 24 декабря советские войска вышли на рубеж Миллерово, Тацинская, Морозовск. За восемь дней боёв подвижные войска фронта продвинулись на 100—200 км. Однако в середине 20-х чисел декабря к группе армий «Дон» стали подходить оперативные резервы (четыре хорошо укомплектованные немецкие танковые дивизии), первоначально предназначенные для нанесения удара в ходе операции «Винтергевиттер», что и стало впоследствии, по словам самого Манштейна, причиной её провала.
К 25 декабря эти резервы нанесли контрудары, в ходе которых отсекли 24-й танковый корпус В. М. Баданова, только что ворвавшийся на аэродром в Тацинской (около 300 немецких самолётов при этом было уничтожено на аэродроме и в эшелонах на станции). К 30 декабря корпус из окружения вырвался, дозаправив танки смесью захваченного на аэродроме авиационного бензина с моторным маслом.
К концу декабря наступавшие войска Юго-Западного фронта достигли рубежа Новая Калитва, Марковка, Миллерово, Чернышевская. В результате Среднедонской операции были разгромлены основные силы 8-й итальянской армии (за исключением Альпийского корпуса, не попавшего под удар), завершён разгром 3-й румынской армии, нанесён большой урон оперативной группе «Холлидт». 17 дивизий и три бригады фашистского блока оказались уничтоженными или понесли большой урон. В плен было взято 60 тыс. солдат и офицеров противника. Разгром итальянских и румынских войск создал предпосылки для перехода Красной армии в наступление на Котельниковском направлении, где войска 2-й гвардейской и 51-й армий к 31 декабря вышли на рубеж Тормосин, Жуковская, Коммисаровский, продвинувшись на 100—150 км, завершили разгром 4-й румынской армии и отбросили части вновь сформированной 4-й танковой армии на 200 км от Сталинграда.
После этого линия фронта временно стабилизировалась, так как ни советские, ни немецкие войска не имели достаточно сил, чтобы прорвать тактическую зону обороны противника.

### Боевые действия в ходе операции «Кольцо»
27 декабря Н. Н. Воронов выслал в Ставку ВГК первый вариант плана «Кольцо». Ставка в директиве № 170718 от 28 декабря 1942 года (за подписями И. В. Сталина и Г. К. Жукова) потребовала внести изменения в план, с тем, чтобы он предусматривал расчленение 6-й армии на две части перед её уничтожением. Соответствующие изменения были внесены в план. 9 января немцам был предъявлен ультиматум, который был отклонён Паулюсом. 10 января началось наступление советских войск, в ходе которого основной удар наносился в полосе 65-й армии генерала П. И. Батова. Однако немецкое сопротивление оказалось настолько серьёзным, что наступление пришлось временно прекратить. С 17 по 22 января наступление было приостановлено для перегруппировки.

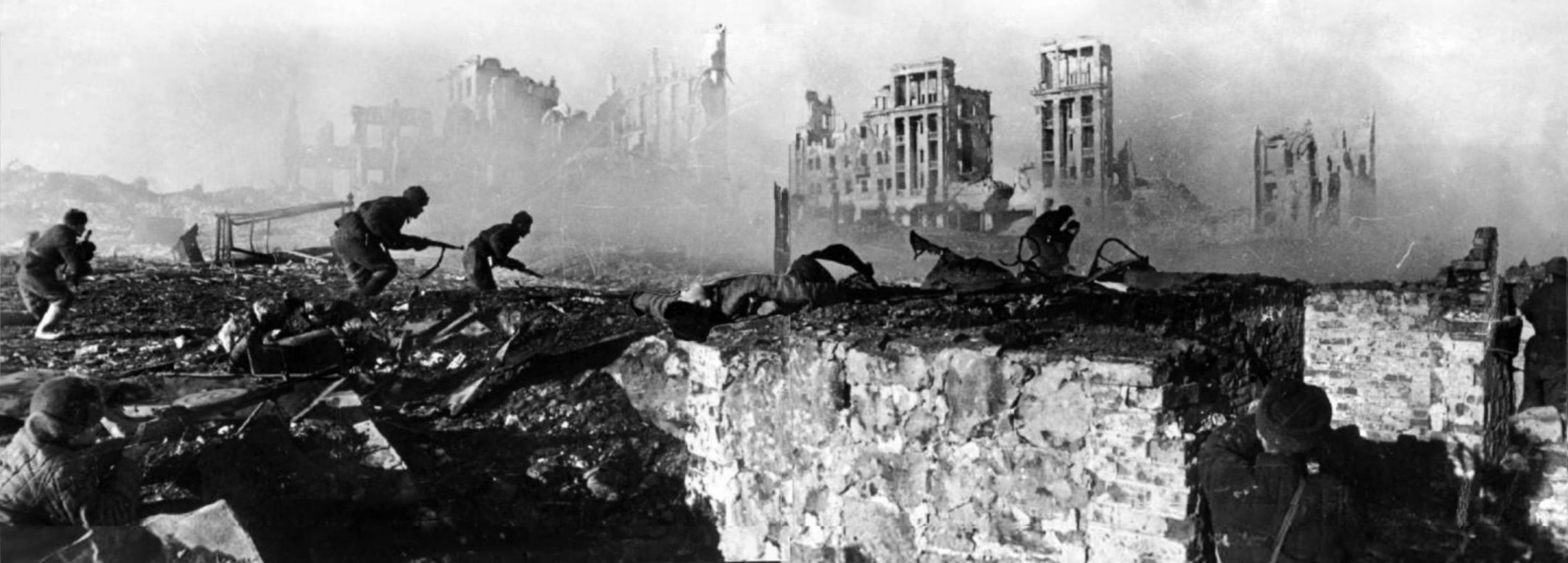
Советские солдаты штурмуют дом в Сталинграде, февраль 1943 года.

Новые удары 22—26 января привели к расчленению 6-й армии на две группировки (советские войска соединились в районе Мамаева кургана), к 31 января была ликвидирована южная группировка (пленено командование и штаб 6-й армии, во главе с произведённым накануне в фельдмаршалы Ф. Паулюсом). Ко 2 февраля капитулировала северная группировка окружённых, под командованием командира 11-го армейского корпуса, генерал-полковника Карла Штрекера.

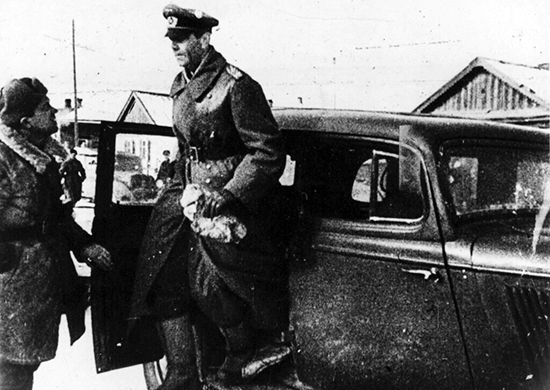
Пленный фельдмаршал Фридрих Паулюс в штабе 64-й армии в Бекетовке.

Всего в ходе операции «Кольцо» в плен были взяты более 2500 офицеров и 24 генерала 6-й армии. Всего же были взяты в плен свыше 91 тыс. солдат и офицеров вермахта. Трофеями советских войск с 10 января по 2 февраля 1943 года по донесению штаба Донского фронта стали 5762 орудия, 1312 миномётов, 12 701 пулемёт, 156 987 винтовок, 10 722 автомата, 744 самолёта, 166 танков, 261 бронемашина, 80 438 автомобилей, 10 679 мотоциклов, 240 тракторов, 571 тягач, три бронепоезда и другое военное имущество.
Капитулировали 20 немецких дивизий: 14-я, 16-я и 24-я танковые, 3-я, 29-я и 60-я моторизованные, 100-я лёгкая, 44-я, 71-я, 76-я, 79-я, 94-я, 113-я, 295-я, 297-я, 305-я, 371-я, 376-я, 384-я, 389-я пехотные дивизии. Кроме того, сдались румынские 1-я кавалерийская и 20-я пехотная дивизии. В составе 100-й лёгкой пехотной (егерской) сдался 369-й хорватский пехотный полк. Также капитулировали 91-й полк ПВО, 243-й и 245-й отдельные батальоны штурмовых орудий, 2-й и 51-й полки реактивных миномётов.

## Действия авиации

### Авиаснабжение окружённой группировки
Гитлер, посовещавшись с руководством ВВС, принял решение наладить снабжение окружённых войск с помощью воздушного транспорта. Подобная операция уже проводилась германскими авиаторами, снабжавшими войска в Демянском котле. Для поддержания приемлемой боеспособности окружённых подразделений требовались ежедневные поставки 700 т грузов. Люфтваффе обещало обеспечить суточные поставки в 300 т. Грузы доставлялись на аэродромы: Большая Россошка, Басаргино, Гумрак, Воропоново и Питомник — крупнейший в «кольце». Обратными рейсами вывозились тяжело раненые. При удачных обстоятельствах немцам удавалось совершать к окружённым войскам более ста рейсов в сутки. Основными базами для снабжения блокированных войск были Тацинская, Морозовск, Тормосин и Богоявленская. Однако, с продвижением на запад советских войск, немцам пришлось перемещать базы снабжения всё дальше от войск Паулюса: в Зверево, Шахты, Каменск-Шахтинский, Новочеркасск, Мечётинскую и Сальск. На последнем этапе использовались аэродромы в Артёмовске, Горловке, Макеевке и Сталино (Донецк).
Для борьбы с самолётами противника советская авиация применяла патрулирование, дежурство на аэродроме и свободную охоту. В начале декабря 1942 г. советская система борьбы с воздушными перевозками противника основывалась на следующем зональном разделении:
- I зона — территории, с которых происходило снабжение окружённой группировки. Здесь действовали части 17-й и 8-й воздушных армий.
- II зона — территории вокруг войск Паулюса, контролируемые Красной Армией. В этой зоне было создано два пояса радиостанций наведения; сама зона делилась на пять секторов, по одной истребительной авиадивизии в каждом (102-я истребительная авиадивизия ПВО и дивизии 8-й и 16-й воздушных армий).
- III зона — здесь располагалась зенитная артиллерия. Эта зона также окружала блокированную группировку. Она была глубиной в 15—30 км; на конец декабря в ней находились 235 орудий малого и среднего калибра и 241 зенитный пулемёт.
- IV зона — местность, занятая окружённой группировкой, там действовали части 8-й и 16-й воздушных армий, ночной полк дивизии ПВО[84][86].

В связи с усиливавшимся противодействием советских ВВС, немцам пришлось перейти от полётов днём к полётам в сложных метеорологических условиях и ночью, когда было больше шансов совершить рейс незамеченным. Для противодействия ночным полётам под Сталинградом применялись одни из первых советских самолётов с бортовой РЛС, впоследствии запущенной в серийное производство.
10 января 1943 года началась операция по уничтожению окружённой группировки, в результате чего 14 января оборонявшимися был оставлен основной аэродром Питомник, а 21 января и последний аэродром — Гумрак, после чего грузы сбрасывали на парашютах. Ещё несколько дней действовала посадочная площадка у посёлка Сталинградский, но она была доступна лишь небольшим самолётам. 26 января посадка и на ней стала невозможной. За период снабжения по воздуху окружённых войск в среднем доставлялось 94 т грузов в сутки. В наиболее удачные дни — до 150 т. Ганс Дёрр оценивает потери Люфтваффе в этой операции в 488 самолётов и 1000 человек лётного состава и считает, что это были самые большие потери со времён воздушной операции против Англии.

### Авиация в контрнаступлении под Сталинградом
Для контрнаступления советской армии привлекались 17, 16 и 8-я воздушные армии, которые входили в состав Юго-Западного, Донского и Сталинградского фронтов. Для усиления воздушных армий трёх фронтов Ставка Верховного Главнокомандования направила из резерва два смешанных авиационных корпуса и семь отдельных дивизий. Кроме того, в интересах Юго-Западного фронта привлекалась авиация 2-й воздушной армии Воронежского фронта. Общее руководство всеми силами авиации осуществлял представитель ставки по ВВС Красной армии генерал А. А. Новиков, находившийся в районе Сталинграда.
К началу контрнаступления с советской стороны было сосредоточено 1414 самолётов, из которых 426 (По-2, Р-5, СБ) действовали только ночью. Немецко-фашистские войска имели на данном направлении 1216 самолётов. Особое внимание обращалось на усиление фронтов штурмовой авиацией. В самолётном парке четырёх воздушных армий насчитывалось 575 самолётов Ил-2.
Авиационные части 8-й воздушной армии были расположены на западном берегу Волги на расстоянии 100—150 км от участков прорыва, а базирование авиационных полков 17-й и 16-й воздушных армий было приближено к участкам прорыва обороны противника. К началу контрнаступления начался осенний ледоход, что затрудняло подвоз бензина и боеприпасов на аэродромы, расположенные на правом берегу Волги.
При переходе в наступление 19 ноября войск Юго-Западного фронта авиация не смогла в полном объёме осуществить поддержку наступающих войск. Туман и низкая облачность позволили наносить только одиночные штурмовые удары по войскам противника. На пятый день операции советские войска освободили Калач и захватили несколько немецких аэродромов. Это вынудило вермахт срочно перебазировать свою авиацию на тыловые аэродромы и сократить её действия в зоне наступления наших войск.
Сталинградский фронт начал контрнаступление 20 ноября. Из-за тумана и плохой видимости 8-я воздушная армия действовала одиночными самолётами, уничтожая танки, кавалерию противника, и прикрывала части 13-го танкового и 4-го механизированного корпусов. В эти дни, несмотря на очень тяжёлые метеоусловия, 8-я воздушная армия совершила 340 самолёто-вылетов для поддержки войск.
16-я воздушная армия из-за сложных метеоусловий также не смогла активно поддерживать наступление армий Донского фронта. За первые пять дней она совершила 238 самолёто-вылетов для действий по живой силе и технике на поле боя, по автоколоннам на дорогах и аэродромам.
Всего за время окружения вражеской группировки советская авиация произвела до 1 тыс. самолёто-вылетов.
Стремительное продвижение Рабоче-крестьянской Красной армии вынудило вражескую авиацию перебазироваться на тыловые аэродромы. В результате этого, а также из-за понесённых потерь активность ВВС Германии значительно снизилась. В последней декаде ноября немецкая авиация совершала в среднем ежесуточно по 115 самолёто-пролётов.
Воздушные армии фронтов и авиация дальнего действия наносили удары по окружённой группировке, которая продолжалась до её капитуляции. Транспортная авиация немецких войск пыталась наладить снабжение окружённой группировки по воздуху. Сначала для этого привлекались до 600 самолётов Ю-52, ФВ-200 и др. Позже, в связи с большими потерями, немецкое командование было вынуждено использовать для этих целей бомбардировщики Хе-111 и Ю-88. В начале декабря они стали осуществлять полёты группами по 20-40 самолётов под прикрытием истребителей.
Немецкое командование предприняло попытку организовать снабжение окружённой группировки по воздуху, однако это в полном объёме не удалось осуществить. Были созданы благоприятные условия для полного уничтожения группировки.
Воздушная блокада окружённой группировки привела тому, что немецкие войска оказались на голодном продовольственном пайке, ощущали острый недостаток в боеприпасах и бензине. Все это снижало их боеспособность и моральное состояние. В воздушных боях и на аэродромах было уничтожено около 1200 самолётов люфтваффе, в том числе 80 % транспортных и бомбардировщиков.
В январе 1943 года воздушная обстановка резко изменилась в пользу советской авиации. Немецкие аэродромы находились на большом удалении, а его истребители не могли действовать в районе окружения. Самолётный парк 16-й воздушной армии, осуществлявшей воздушную блокаду, был увеличен до 650 самолётов. Все силы 16-й воздушной армии были направлены на поддержку наступления 65-й армии, наносившей главный удар.
Для обеспечения полного взаимодействия авиации с наземными войсками было организовано два дополнительных пункта управления и вдоль линии фронта развёрнуто четыре радиостанции.
С 14 января и до полной ликвидации окружённой группировки 16-я воздушная армия и авиация дальнего действия активно поддерживали войска, нанося удары по живой силе и технике противника, уничтожали немецкие самолёты на аэродромах и в воздухе.
За время контрнаступления Красной армии с 19 ноября 1942 г. по 2 февраля 1943 г. 2-я, 17-я, 16-я и 8-я воздушные армии и авиация дальнего действия совершили 35929 самолёто-вылетов. Немецкая авиация произвела 18500 самолёто-вылетов. Советской авиацией было сброшено 141 тыс. бомб, 2720 ампул с зажигательной смесью и израсходовано 30 тыс. реактивных снарядов. Немецким войскам был нанесён значительный урон.
В операции принимали участие также сотни самолётов Гражданского воздушного флота, которые выполняли задачи по транспортировке грузов, поддержанию связи штабов с передовыми частями и эвакуации раненых. За время битвы на Волге они совершили свыше 46 тыс. самолёто-вылетов, перевезли около 31 тыс. солдат и офицеров и 2587 тонн военных грузов.

## Результаты

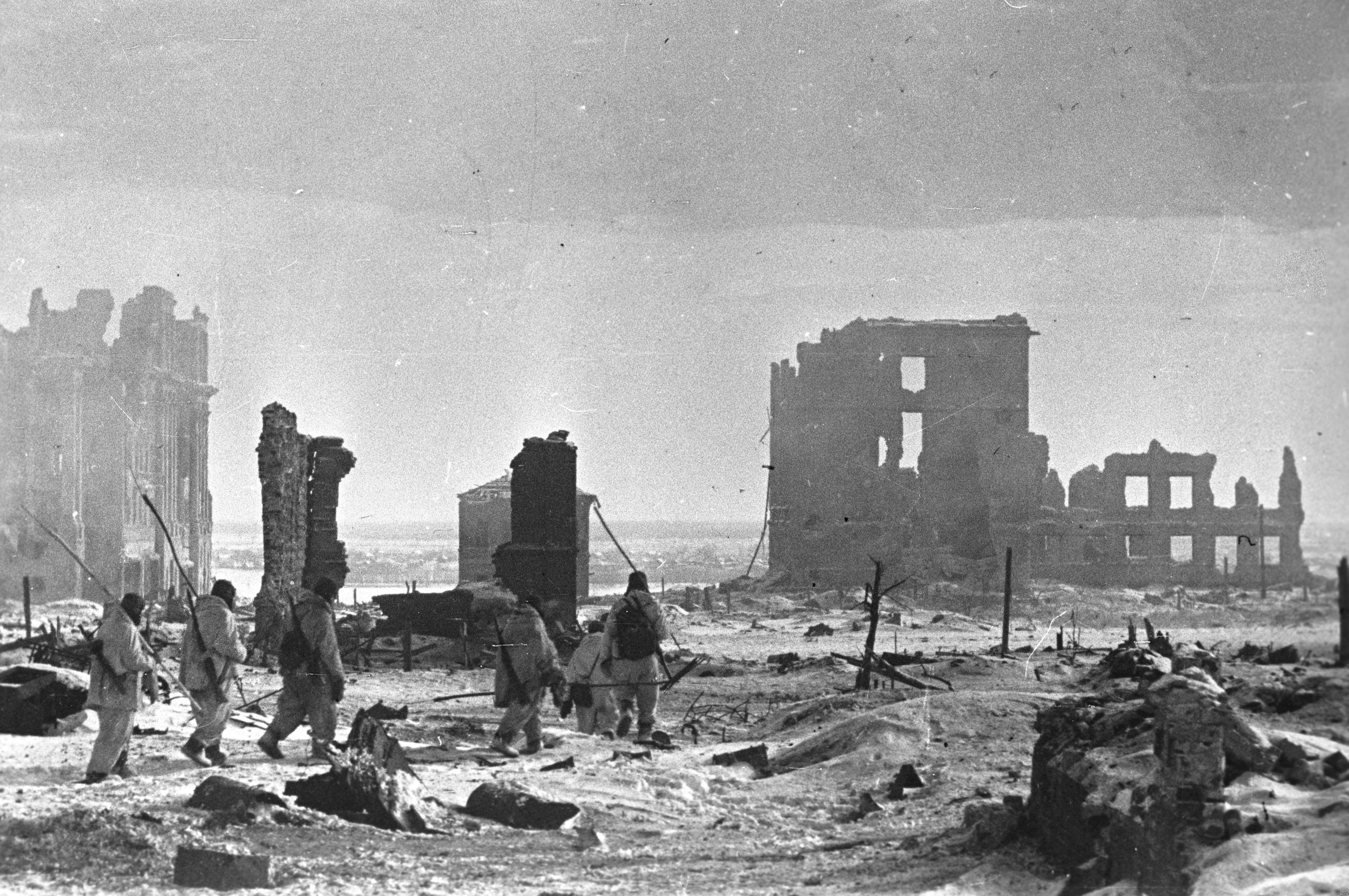
Центр города Сталинграда, 2 февраля 1943 года.

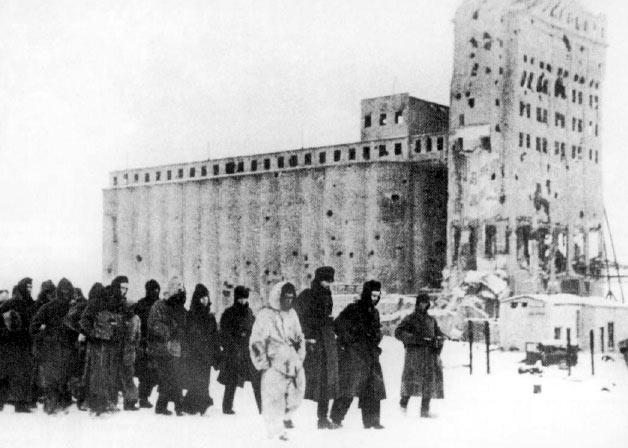
Пленённые под Сталинградом немецкие солдаты. На заднем плане — большое здание элеватора. Февраль 1943 года.

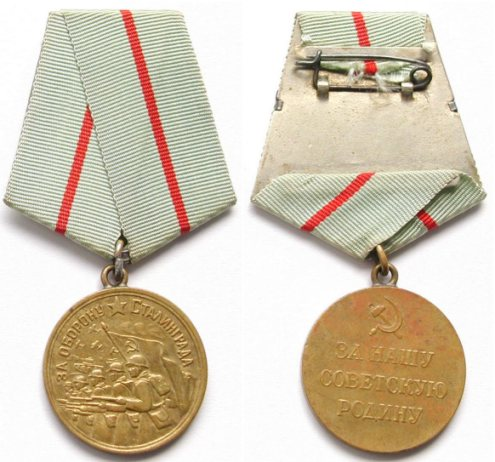
Медаль «За оборону Сталинграда».

Победа Красной армии в Сталинградской битве стала крупным военно-политическим событием в ходе Второй мировой войны. Битва, закончившаяся окружением, разгромом и пленением отборной группировки вермахта, внесла огромный вклад в достижение коренного перелома в ходе Великой Отечественной войны и оказала серьёзное влияние на дальнейший ход всей Второй мировой войны.
В результате битвы Красная армия прочно овладела стратегической инициативой и теперь диктовала врагу свою волю. Это изменило характер действий немецких войск на Кавказе, в районах Ржева и Демянска. Удары советских войск вынудили вермахт отдать приказ о подготовке Восточного вала, на котором предполагалось остановить наступление Красной армии.
В ходе Сталинградской битвы были разгромлены 3-я и 4-я румынские армии (16 дивизий), 8-я итальянская армия и итальянский альпийский корпус (10 дивизий), 2-я венгерская армия (10 дивизий), хорватский полк.
6-й и 7-й румынские армейские корпуса, входившие в состав 4-й танковой армии, которые не были уничтожены, были полностью деморализованы.

«Думитреску был бессилен один бороться с деморализацией своих войск. Не оставалось ничего другого, как снять их и отправить в тыл, на родину.»— Эрих фон Манштейн, из мемуаров «Утерянные победы» (1955).
В дальнейшем нацистская Германия не могла рассчитывать на новые призывные контингенты из Румынии, Венгрии, Словакии. Ей пришлось использовать оставшиеся дивизии союзников только для несения тыловой службы, борьбы с партизанами и на некоторых второстепенных участках фронта.
В Сталинградском котле были уничтожены:
В составе 6-й армии вермахта:
- Штабы 8-го, 11-го, 51-го армейских и 14-го танкового корпусов;
- 44-я, 71-я, 76-я, 113-я, 295-я, 305-я, 376-я, 384-я, 389-я, 394-я пехотные дивизии;
- 100-я лёгкая пехотная дивизия;
- 14-я, 16-я и 24-я танковые дивизии;
- 3-я и 60-я моторизованные дивизии;
- 1-я румынская кавалерийская дивизия;
- 9-я дивизия ПВО.

В составе 4-й танковой армии вермахта:
- Штаб 4-го армейского корпуса;
- 297-я и 371-я пехотные дивизии
- 29-я моторизованная дивизия
- 1-я и 20-я румынские пехотные дивизии;[90]
- Большая часть артиллерии РГК;
- Подразделения организации Тодта;
- Крупные силы инженерных частей РГК[91].

Также 48-й танковый корпус вермахта (1-й состав):
- 22-я танковая дивизия;
- Румынская танковая дивизия[92].

Вне котла разгромлены (потеряли 50—70 % состава) пять дивизий 2-й армии и 24-й танковый корпус. Понесли громадные потери 57-й танковый корпус из состава группы армий «А», 48-й танковый корпус (2-го состава), дивизии группы «Холлидт», Кемпфа, Фреттер-Пико. Были уничтожены несколько авиаполевых дивизий, большое количество отдельных частей и соединений.
В марте 1943 года в группе армий «Юг» на участке в 700 км от Ростова-на-Дону до Харькова, с учётом полученных подкреплений, осталось всего 32 дивизии.
В результате действий по снабжению окружённых под Сталинградом войск и нескольких других более мелких котлов немецкая авиация была сильно ослаблена.
В результате поражения перед нацистской Германией встала проблема восстановления потерь, понесённых в технике и людях. Начальник экономического отдела Верховного командования вермахта (ОКВ) генерал Георг Томас констатировал, что потери в технике равнозначны количеству боевой техники 45 дивизий из всех родов войск и равны потерям за весь предыдущий период боёв на советско-германском фронте. Пауль Йозеф Геббельс в конце января 1943 года заявил: «Германия сможет выдержать атаки русских лишь в том случае, если ей удастся мобилизовать свои последние людские резервы». Потери в танках и автомобилях составили шестимесячное производство страны, в артиллерии — трёхмесячное, в стрелковом и миномётах — двухмесячное.
22 декабря 1942 года в Советском Союзе учреждена медаль «За оборону Сталинграда», которой, по состоянию на 1 января 1995 года, было награждено 759 561 человек. В Германии после поражения в Сталинграде был объявлен трёхдневный траур.
Немецкий генерал Курт фон Типельскирх в книге «История Второй мировой войны» оценил поражение под Сталинградом следующим образом:
«Результат наступления оказался потрясающим: одна немецкая и три союзных армии были уничтожены, три другие немецкие армии понесли тяжёлые потери. По меньшей мере пятидесяти немецких и союзных дивизий больше не существовало. Остальные потери составляли в общей сложности ещё двадцать пять дивизий. Было потеряно большое количество техники — танков, самоходных орудий, лёгкой и тяжёлой артиллерии и тяжёлого пехотного оружия. Потери в технике были, конечно, значительно больше чем у противника. Потери в личном составе следовало считать очень тяжёлыми, тем более, что противник, если он даже и понёс серьёзные потери, всё же располагал значительно большими людскими резервами. Престиж Германии в глазах её союзников сильно пошатнулся. Поскольку одновременно и в Северной Африке было нанесено непоправимое поражение, надежда на общую победу рухнула. Моральный дух русских высоко поднялся.»

### Реакция в мире

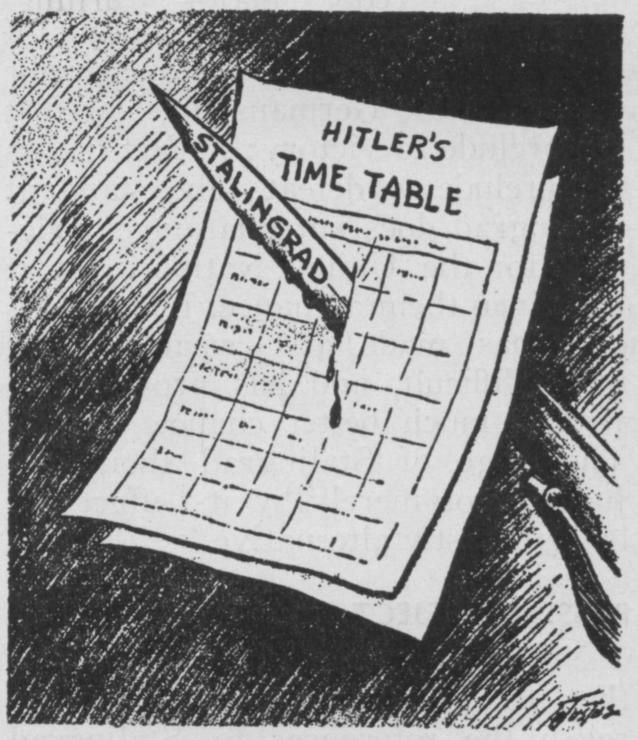
«Пересмотр на острие штыка».
Sioux City Journal, ноябрь 1942

Многие государственные и политические деятели стран мира высоко оценили победу Красной армии в Сталинградской битве.
В послании И. В. Сталину (5 февраля 1943) президент США Франклин Рузвельт назвал Сталинградскую битву эпической борьбой, решающий результат которой празднуют все американцы. 17 мая 1944 года Рузвельт прислал Сталинграду грамоту:
От имени народа Соединённых Штатов Америки я вручаю эту грамоту городу Сталинграду, чтобы отметить наше восхищение его доблестными защитниками, храбрость, сила духа и самоотверженность которых во время осады с 13 сентября 1942 года по 31 января 1943 года будут вечно вдохновлять сердца всех свободных людей. Их славная победа остановила волну нашествия и стала поворотным пунктом войны союзных наций против сил агрессии.
Премьер-министр Великобритании Уинстон Черчилль в послании И. В. Сталину от 1 февраля 1943 года назвал победу Советской армии под Сталинградом изумительной. Король Великобритании Георг VI прислал Сталинграду дарственный меч, на клинке которого на русском и английском языках выгравирована надпись:
Гражданам Сталинграда, крепким, как сталь, — от короля Георга VI в знак глубокого восхищения британского народа.
На конференции в Тегеране в конце 1943 года Черчилль, от имени Георга VI, преподнёс в дар советской делегации «Меч Сталинграда». Вручая подарок, Черчилль произнёс прочувствованную речь. Сталин принял меч двумя руками, поднёс его к губам и поцеловал ножны.
В ходе битвы, и особенно после её окончания, усилилась деятельность общественных организаций США, Англии, Канады, выступавших за оказание более действенной помощи Советскому Союзу. Например, члены профсоюзов Нью-Йорка собрали 250 000 долларов на постройку больницы в Сталинграде. Председатель объединённого союза швейников заявил:
Мы гордимся тем, что рабочие Нью-Йорка установят связь со Сталинградом, который будет жить в истории как символ бессмертного мужества великого народа и оборона которого являлась поворотным пунктом в борьбе человечества против угнетения… Каждый красноармеец, обороняющий свою советскую землю, убивая нациста, тем самым спасает жизни и американских солдат. Будем помнить об этом при подсчёте нашего долга советскому союзнику.
Американский астронавт Дональд Слейтон, участник Второй мировой войны, вспоминал:
Когда гитлеровцы капитулировали, ликованию нашему не было предела. Все понимали, что это поворот в войне, это начало конца фашизма.
Победа под Сталинградом оказала значительное влияние на жизнь оккупированных народов, вселила надежду на освобождение. На стенах многих варшавских домов появился рисунок — сердце, пронзённое большим кинжалом. На сердце надпись «Великая Германия», а на клинке — «Сталинград».
Выступая 9 февраля 1943 года, известный французский писатель-антифашист Жан-Ришар Блок говорил:
… Слушайте, парижане! Первые три дивизии, которые вторглись в Париж в июне 1940 года, три дивизии, которые по приглашению французского генерала Денца осквернили нашу столицу, этих трёх дивизий — сотой, сто тринадцатой и двести девяносто пятой — не существует больше! Они уничтожены под Сталинградом: русские отомстили за Париж. Русские мстят за Францию!
В странах «оси» исход Сталинградской битвы вызвал растерянность и замешательство. Начался кризис профашистских режимов в Италии, Румынии, Венгрии, Словакии. Резко ослабло влияние Германии на её союзников, заметно обострились разногласия между ними. В политических кругах Турции усилилось стремление сохранить нейтралитет. В отношениях нейтральных стран к Германии стали преобладать элементы сдержанности и отчуждения.
Победа Красной армии высоко подняла политический и военный престиж СССР. Бывшие генералы вермахта в мемуарах признавали огромное военно-политическое значение этой победы. Ганс Дёрр, генерал-майор вермахта, начальник штаба 17-го армейского корпуса, писал:
Для Германии битва под Сталинградом была тягчайшим поражением в её истории, для России — её величайшей победой. Под Полтавой (1709) Россия добилась права называться великой европейской державой, Сталинград явился началом её превращения в одну из двух величайших мировых держав.

### Награждения военачальников

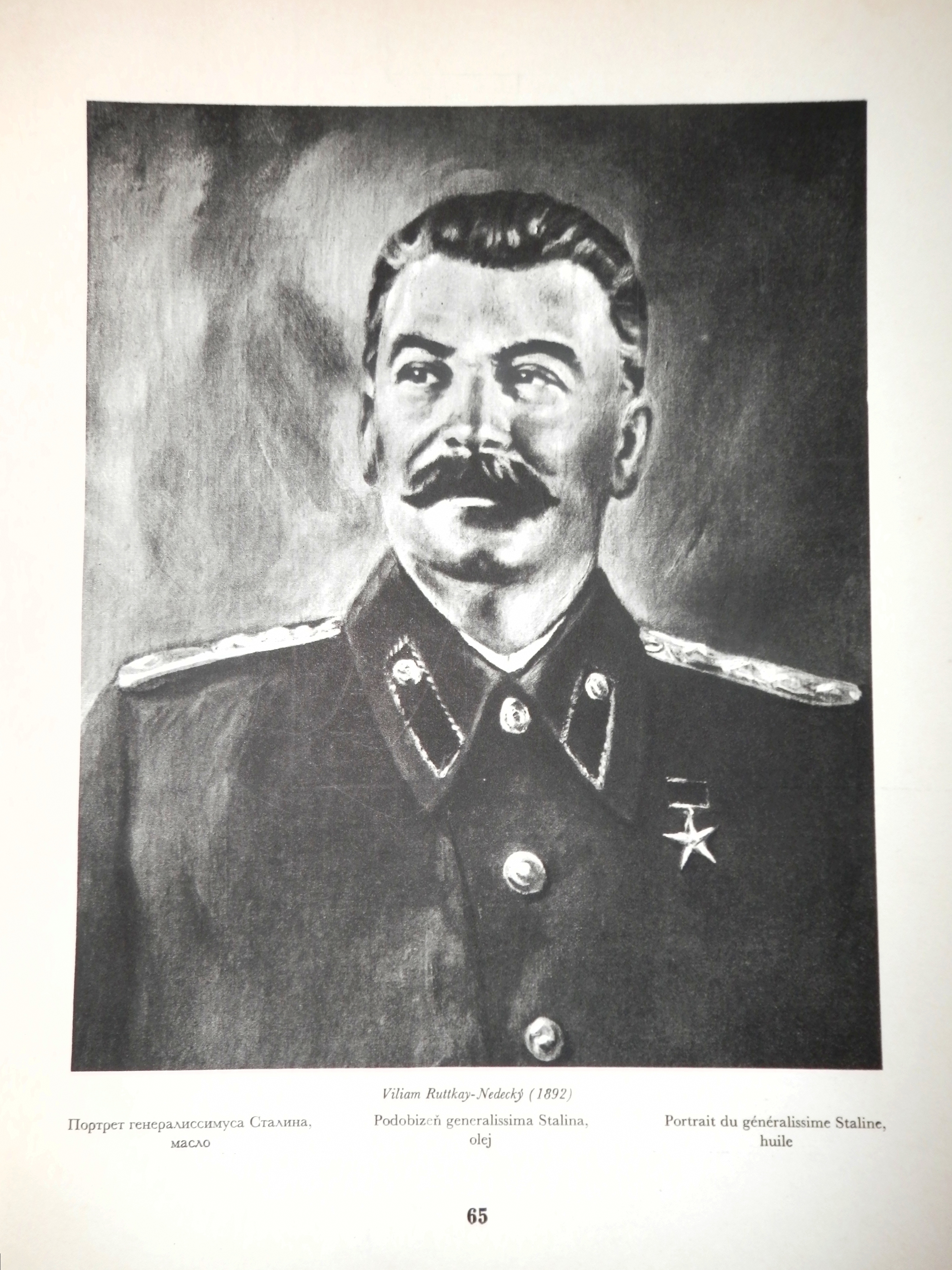
Портрет Сталина в маршальском мундире

За победу под Сталинградом Г. К. Жуков и пять других военачальников были награждены орденом Суворова 1-й степени. Сталин произвёл себя в чин маршала, и в дальнейшем появлялся на публике в маршальском мундире. Все изображения Сталина также делались в этом мундире (на илл.).

## Потери
Советские:
Суммарное количество потерь советских войск за период с 17 июля 1942 по 2 февраля 1943 года.
| Численность | Потери безвозвратные | Потери санитарные | Всего     | Среднесуточные |
| 1 690 500   | 478 741              | 650 878           | 1 129 619 | 5771           |

Сталинградская стратегическая оборонительная операция. Длилась с 17 июля — 18 ноября 1942 года (125 суток) на фронте протяженностью до 520 км, глубина отступления советских войск составила до 150 км.
| Войсковые объединения, сроки                                | Количество соединений | Численность | Потери безвозвратные | Потери санитарные | Всего   | Среднесуточные |
| Сталинградский фронт 1-го и 2-го формирований (весь период) | Стрелковые дивизии: 34, кавалерийские дивизии: 3, танковый корпус: 3, стрелковая бригада: 8, отдельная танковая бригада: 14 | 540 300     | 194 685              | 215 305           | 409 990 | 3280           |
| Юго-Западный фронт                                          | нет данных | нет данных  | 110 636              | 62 440            | 173 076 | 3147           |
| Донской фронт (30 сентября — 18 ноября 1942)                | нет данных | нет данных  | 18 028               | 41 941            | 59 969  | 1200           |
| Волжская военная флотилия (25 июля — 18 ноября 1942)        | нет данных | 6700        | 507                  | 300               | 807     | 7              |
| Итого                                                       | - | 547 000     | 323 856              | 319 986           | 643 842 | 5151           |

Сталинградская наступательная операция длилась с 19 ноября 1942 по 2 февраля 1943 года (76 суток) на фронте, шириной до 850 километров; советские войска продвинулись вперёд до 200 километров. В ходе боевых действий в состав советских войск дополнительно введены управления 1-й и 2-й гвардейских, 5-й ударной и 6-й армий, пять танковых и три механизированных корпуса, 6 бригад.
| Войсковые объединения, сроки                                             | Количество соединений | Численность | Потери безвозвратные | Потери санитарные | Всего   | Среднесуточные |
| Юго-Западный фронт (19 ноября — 31 декабря 1942)                         | стрелковые дивизии: 18; кавалерийские дивизии: 6, механизированный корпус: 1, танковые корпуса: 3, стрелковые бригады: 2, танковые бригады: 1       | 398 100     | 64 649               | 148 043           | 212 692 | 4946           |
| Донской фронт (весь период)                                              | стрелковые дивизии: 24, танковые корпуса: 1, танковые бригады: 6, УР: 2                                                                             | 307 500     | 46 365               | 123 560           | 169 925 | 2236           |
| Сталинградский фронт (19 ноября — 31 декабря 1942)                       | стрелковые дивизии:24, кавалерийские дивизии: 2, механизированный корпус: 1, танковый корпус: 1, стрелковые бригады: 17, танковые бригады: 8, УР: 7 | 429 200     | 43 552               | 58 078            | 101 630 | 2363           |
| 6-я армия и 2-я воздушная армия Воронежского фронта (16—18 декабря 1942) | нет данных | нет данных  | 304                  | 1184              | 1488    | 496            |
| Волжская военная флотилия (19 ноября 1942 — 2 февраля 1943)              | нет данных | 8700        | 15                   | 27                | 42      | 0,5            |
| Итого                                                                    | | 1 143 500   | 154 885              | 330 892           | 485 777 | 6392           |

Потери техники: 1426 танков, 12 137 орудий и минометов, 2063 самолёта.
Вермахт:
В ходе контрнаступления Красной армии 19 ноября 1942 — 2 февраля 1943 года немцы потеряли свыше 800 тыс. человек, до 2 тыс. танков и штурмовых орудий, более 10 тыс. орудий и миномётов, около 3 тыс. боевых и транспортных самолётов и свыше 70 тыс. автомашин. Всего в Сталинградской битве, включая стратегическую оборону 17 июля — 18 ноября 1942 года, немцы и их союзники потеряли около 1,5 млн солдат и офицеров.

## Пленные

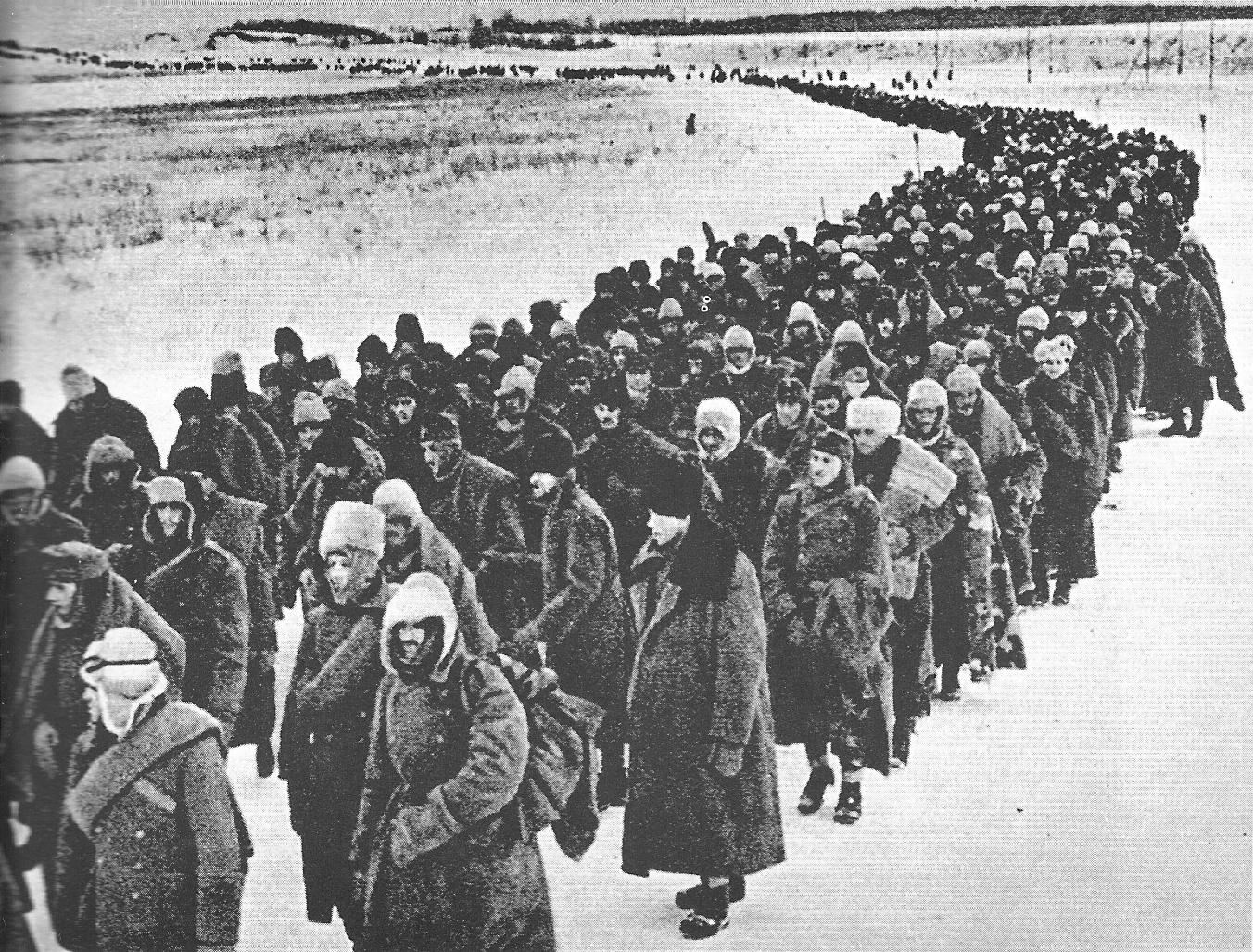
Пленённые под Сталинградом немецкие, итальянские, венгерские и другие военнослужащие, 1943 год.

Советские. Общее число попавших в плен советских солдат за период июль 1942 — февраль 1943 гг. неизвестно, но за счёт тяжёлого отступления после проигранных боёв в излучине Дона и на волгодонском перешейке счёт идёт не менее чем на десятки тысяч. Судьба этих солдат различна в зависимости от того, оказались ли они вне или внутри сталинградского «котла». Бывшие внутри котла пленные содержались в лагерях «Россошки», «Питомник», Дулаг-205. После окружения вермахта из-за нехватки продовольствия с 5 декабря 1942 года пленных перестали кормить, и почти все они умерли за три месяца от голода и холода. Советской армии при освобождении территории удалось спасти только несколько сотен человек, находившихся в предсмертной степени истощения.
Вермахт и союзники. Общее число взятых в плен бойцов вермахта и их союзников за период июль 1942 — февраль 1943 годов неизвестно, так как пленные брались разными фронтами и проходили по разным учётным документам. Точно известна цифра попавших в плен на завершающей стадии битвы в городской черте Сталинграда с 10 января по 22 февраля 1943 года — 91 545 человек, из них около 2500 офицеров, 24 генерала и фельдмаршал Паулюс. В это число входят принимавшие участие в сражении на стороне Германии военнослужащие стран Европы и рабочие организации Тодта.
Для содержания пленных экстренно был создан лагерь № 108 с центром в сталинградском рабочем посёлке Бекетовка. Почти все пленные были в крайне истощенном состоянии, они получали паёк на грани голодной смерти уже 3 месяца с момента ноябрьского окружения. Поэтому смертность среди них была чрезвычайно высока. Уже к июню 1943 года умерло 27 078 человек, находилось на лечении в сталинградских лагерных госпиталях 35 099 человек, было отправлено в госпитали других лагерей 28 098 человек.
Только около 20 тыс. человек по состоянию здоровья оказались способны работать на строительстве, и они были разделены на строительные бригады и распределены по стройкам. После пика первых трёх месяцев уровень смертности нормализовался, и за период с 10 июля 1943 по 1 января 1949 годов умерли 1777 человек.
Пленные работали обычный рабочий день и за свою работу получали зарплату (до 1949 года было отработано 8 976 304 человеко-дня, выдана зарплата в сумме 10 797 011 рублей), на которые в лагерных магазинах они покупали продукты и бытовые средства первой необходимости. Последние военнопленные были отпущены в Германию в 1949 году, кроме осуждённых за лично совершённые военные преступления.

## Память

Монумент «Родина-Мать зовет!»

Сталинградская битва как перелом во Второй мировой войне оказала большое влияние на мировую историю, само слово «Сталинград» приобрело многочисленные значения.
Во многих городах мира есть улицы, проспекты, площади, связанные с памятью о битве. Сталинград и Ковентри (См. Бомбардировки Ковентри) в 1943 году стали первыми городами-побратимами, зародив это международное движение. Одним из элементов объединения городов-побратимов является название улиц с именем города, поэтому в городах-побратимах Волгограда есть улицы Сталинградская (некоторые из них в рамках десталинизации переименованы в Волгоградскую). Название, связанное с Сталинградом, получили: парижская станция метро «Сталинград», астероид «Сталинград», тип крейсеров Сталинград.
2 февраля — день окончания Сталинградской битвы, является одним из дней воинской славы России.

### Памятники
Большая часть памятников Сталинградской битвы расположена в Волгограде, самые известные из них входят в состав Музея-заповедника «Сталинградская битва»: «Родина-мать зовёт!» на Мамаевом кургане, панорама «Разгром немецко-фашистских войск под Сталинградом», мельница Гергардта. В 1995 году в Городищенском районе Волгоградской области было создано солдатское кладбище «Россошки», где есть немецкий участок с памятным знаком и могилами немецких солдат.

## Отражение в культуре
В музыке, литературе, кинематографе постоянно происходит обращение к сталинградской теме.

### В литературе
В документальной литературе
Сталинградская битва оставила значительное число документальных литературных произведений. С советской стороны есть мемуары первого заместителя Верховного Главнокомандующего Г. К. Жукова, командующего 62-й армии В. И. Чуйкова, руководителя Сталинградской области А. С. Чуянова, командира 13-й гвардейской стрелковой дивизии А. И. Родимцева. «Солдатские» воспоминания представлены И. Ф. Афанасьевым, Я. Ф. Павловым, В. П. Некрасовым. Переживший битву подростком сталинградец Юрий Панченко написал книгу «163 дня на улицах Сталинграда».
С немецкой стороны воспоминания полководцев представлены мемуарами командующего 6-й армии Фридриха Паулюса и начальника управления кадров 6-й армии Вильгельма Адама, солдатская точка зрения на битву представлена книгами бойцов вермахта Эдельберта Холля, Гансом Дёрром. После войны историки разных стран опубликовали документальные работы по изучению сражения. Среди российских писателей эту тему исследовали Алексей Валерьевич Исаев, Александр Михайлович Самсонов, в зарубежной научной литературе часто ссылаются на писателя-историка Э. Бивора.

## В кораблестроении
- Сталинград (атомный ледокол проекта 22220)